# Villeneuve (Aveyron)
Pour les articles homonymes, voir Villeneuve.
Villeneuve, quelquefois Villeneuve-d'Aveyron, est une commune française située dans le département de l'Aveyron, en région Occitanie, dans le sud-ouest de la France, à une altitude de 410 mètres. Elle s'étend sur plus de 6 500 hectares.
Villeneuve, avec Najac, Villefranche-de-Rouergue, Sauveterre-de-Rouergue et La Bastide-l'Évêque, est l'une des cinq bastides du département. Une des « villes neuves » médiévales caractérisées par un plan d’urbanisme novateur, toutes situées à l'ouest, près du département voisin le Lot. Ces bastides furent construites aux XIIIe et XIVe siècles pour faire face à la forte croissance démographique dans la région du Sud-Ouest. À cette époque, on en construisit 315 dans une période de 150 ans, entre 1229 et 1373.
Le patrimoine architectural de la commune comprend neuf immeubles protégés au titre des monuments historiques : l'église du Saint-Sépulcre, classée en 1925, la porte de Cardalhac, inscrite en 1928, la tour Soubirane, inscrite en 1928, une maison, inscrite en 1928, le château de Ginals, inscrit en 1980, l'église Saint-Pierre-et-Saint-Paul, classée en 1988, le prieuré de Villeneuve, inscrit en 1996, le château de Toulongergues, inscrit en 1997, et le pigeonnier du Foirail, inscrit en 2011.

## Géographie

### Communes limitrophes
Les communes limitrophes sont Foissac, Maleville, Montsalès, Ols-et-Rinhodes, Sainte-Croix, Saint-Igest, Saint-Rémy, Salles-Courbatiès, Causse-et-Diège et Toulonjac.

### Hydrographie

#### Réseau hydrographique

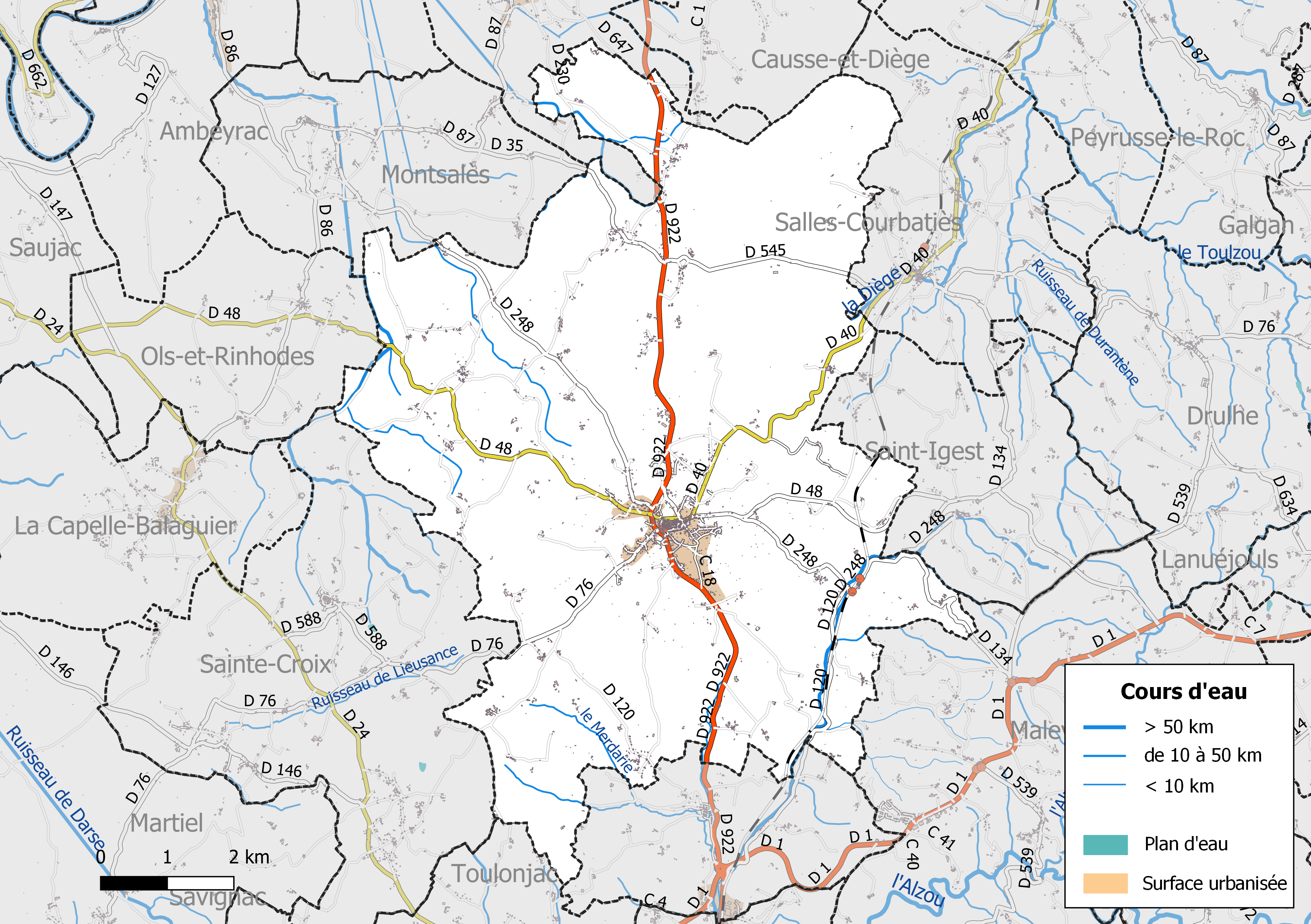
Réseaux hydrographique et routier de Villeneuve.

La commune est drainée par la Diège, l'Argous, le Ruisseau de Flaucou, le ruisseau des Encastrades, le Bourdouyre, le Merdarie, le ruisseau de Coulièves et par divers petits cours d'eau.
La Diège, d'une longueur totale de 19,1 km, prend sa source dans la commune de Villeneuve et se jette  dans le Lot à Capdenac-Gare, après avoir arrosé 5 communes.
L'Argous, d'une longueur totale de 12,3 km, prend sa source dans la commune de Saint-Igest et se jette  dans l'Alzou  à Villefranche-de-Rouergue, après avoir arrosé 4 communes.
Le Ruisseau de Flaucou, d'une longueur totale de 13,8 km, prend sa source dans la commune de Sainte-Croix et se jette  dans le Lot à Ambeyrac, après avoir arrosé 6 communes.

#### Gestion des cours d'eau
La gestion des cours d’eau situés dans le bassin de l’Aveyron est assurée par l’établissement public d'aménagement et de gestion des eaux (EPAGE) Aveyron amont, créé le 1er janvier 2017, en remplacement du syndicat mixte du bassin versant Aveyron amont,,.

### Climat
Pour des articles plus généraux, voir Climat de l'Occitanie et Climat de l'Aveyron.
En 2010, le climat de la commune est de type climat océanique altéré, selon une étude s'appuyant sur une série de données couvrant la période 1971-2000. En 2020, Météo-France publie une typologie des climats de la France métropolitaine dans laquelle la commune est dans une zone de transition entre le climat océanique altéré et le climat de montagne et est dans la région climatique Ouest et nord-ouest du Massif Central, caractérisée par une pluviométrie annuelle de 900 à 1 500 mm, maximale en automne et en hiver.
Pour la période 1971-2000, la température annuelle moyenne est de 11,5 °C, avec une amplitude thermique annuelle de 15,4 °C. Le cumul annuel moyen de précipitations est de 1 007 mm, avec 11,2 jours de précipitations en janvier et 6,6 jours en juillet. Pour la période 1991-2020, la température moyenne annuelle observée sur la station météorologique la plus proche, située sur la commune de Villefranche-de-Rouergue à 10 km à vol d'oiseau, est de 12,6 °C et le cumul annuel moyen de précipitations est de 865,1 mm,. Pour l'avenir, les paramètres climatiques de la commune estimés pour 2050 selon différents scénarios d'émission de gaz à effet de serre sont consultables sur un site dédié publié par Météo-France en novembre 2022.

### Milieux naturels et biodiversité

#### Sites Natura 2000

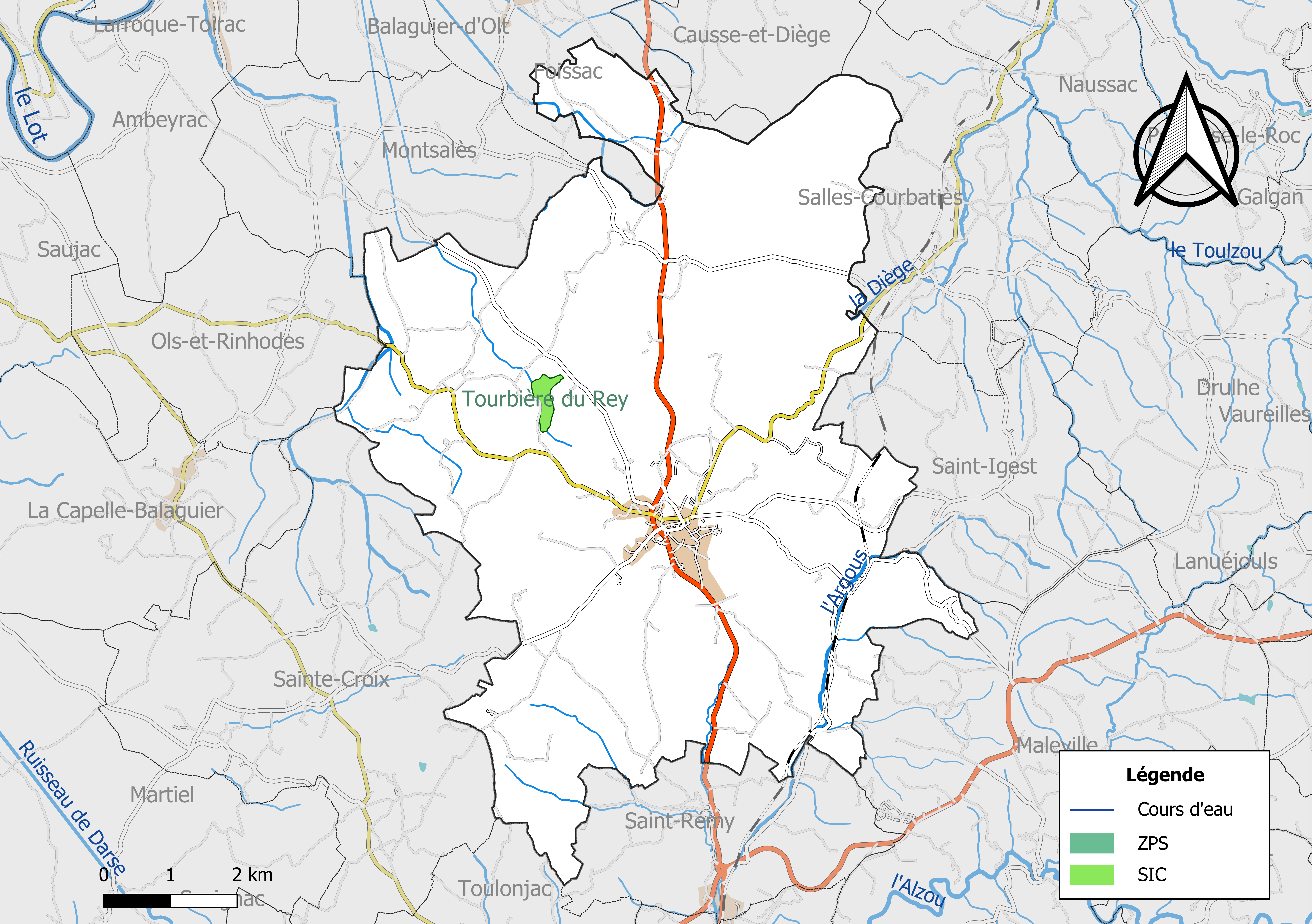
Sites Natura 2000 sur le territoire communal.

Le réseau Natura 2000 est un réseau écologique européen de sites naturels d’intérêt écologique élaboré à partir des Directives « Habitats » et « Oiseaux ». Ce réseau est constitué de Zones spéciales de conservation (ZSC) et de Zones de protection spéciale (ZPS). Dans les zones de ce réseau, les États Membres s'engagent à maintenir dans un état de conservation favorable les types d'habitats et d'espèces concernés, par le biais de mesures réglementaires, administratives ou contractuelles.
Un site Natura 2000 a été défini sur la commune au titre de la « directive Habitats » : 
- La « Tourbière du Rey », d'une superficie de 19,21 ha, fait partie des très rares marais alcalins de la région Occitanie. Elle représente 20 % des surfaces de marais alcalins de la région[16] ;

#### Zones naturelles d'intérêt écologique, faunistique et floristique

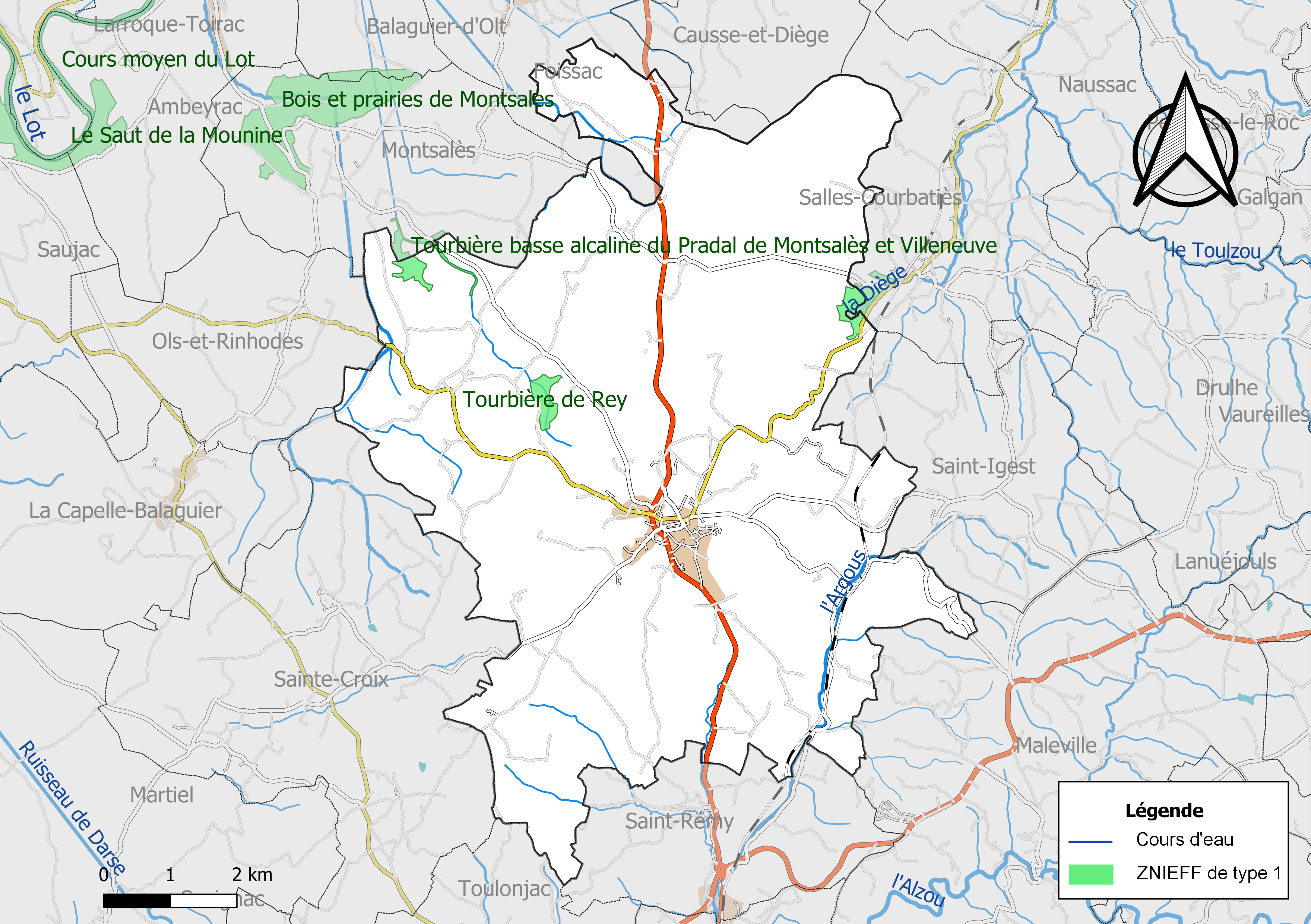
Carte des ZNIEFF de type 1 localisées sur la commune.

L’inventaire des zones naturelles d'intérêt écologique, faunistique et floristique (ZNIEFF) a pour objectif de réaliser une couverture des zones les plus intéressantes sur le plan écologique, essentiellement dans la perspective d’améliorer la connaissance du patrimoine naturel national et de fournir aux différents décideurs un outil d’aide à la prise en compte de l’environnement dans l’aménagement du territoire.
Le territoire communal de Villeneuve comprend trois ZNIEFF de type 1, : 
- le « Marais des sources de la Diège » (32,8 ha), couvrant 2 communes du département[18] ;
- la « Tourbière basse alcaline du pradal de Montsalès et Villeneuve » (28,1 ha), couvrant 2 communes du département[19] ;
- la « Tourbière de Rey » (20,1 ha)[20].

## Urbanisme

### Typologie
Au 1er janvier 2024, Villeneuve est catégorisée commune rurale à habitat très dispersé, selon la nouvelle grille communale de densité à 7 niveaux définie par l'Insee en 2022.
Elle est située hors unité urbaine. Par ailleurs la commune fait partie de l'aire d'attraction de Villefranche-de-Rouergue, dont elle est une commune de la couronne,. Cette aire, qui regroupe 34 communes, est catégorisée dans les aires de moins de 50 000 habitants,.

### Occupation des sols

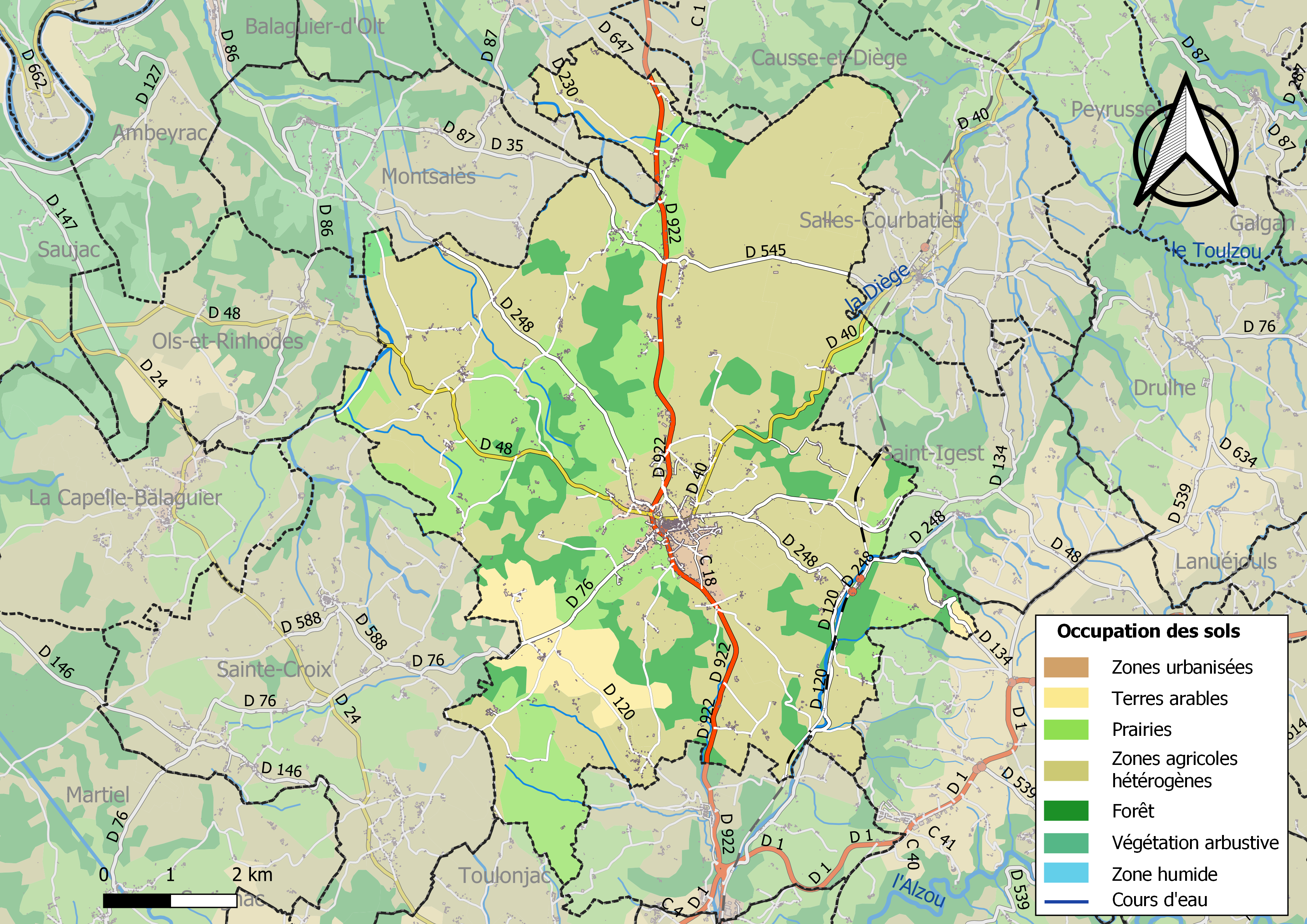
Infrastructures et occupation des sols de la commune de Villeneuve.

L'occupation des sols de la commune, telle qu'elle ressort de la base de données européenne d’occupation biophysique des sols Corine Land Cover (CLC), est marquée par l'importance des territoires agricoles (83,7 % en 2018), en diminution par rapport à 1990 (84,6 %). La répartition détaillée en 2018 est la suivante : 
zones agricoles hétérogènes (59,5 %), prairies (18,9 %), forêts (13,4 %), terres arables (5,3 %), zones urbanisées (2,5 %), milieux à végétation arbustive et/ou herbacée (0,3 %).

### Planification
La loi SRU du 13 décembre 2000 a incité fortement les communes à se regrouper au sein d’un établissement public, pour déterminer les partis d’aménagement de l’espace au sein d’un SCoT, un document essentiel d’orientation stratégique des politiques publiques à une grande échelle. La commune est dans le territoire du SCoT du Centre Ouest Aveyron  approuvé en février 2020. La structure porteuse est le Pôle d'équilibre territorial et rural Centre Ouest Aveyron, qui associe neuf EPCI, notamment Ouest Aveyron Communauté, dont la commune est membre.
La commune, en 2017, avait engagé l'élaboration d'un plan local d'urbanisme.

### Risques majeurs
Le territoire de la commune de Villeneuve est vulnérable à différents aléas naturels : climatiques (hiver exceptionnel ou canicule), feux de forêts et séisme (sismicité très faible).
Il est également exposé à un risque technologique, le transport de matières dangereuses, et à deux risques particuliers, les risques radon et minier,.

#### Risques naturels
Le Plan départemental de protection des forêts contre les incendies découpe le département de l’Aveyron en sept « bassins de risque » et définit une sensibilité des communes à l’aléa feux de forêt (de faible à très forte). La commune est classée en sensibilité forte.
Les mouvements de terrains susceptibles de se produire sur la commune sont soit des mouvements liés au retrait-gonflement des argiles, soit des effondrements liés à des cavités souterraines. Le phénomène de retrait-gonflement des argiles est la conséquence d'un changement d'humidité des sols argileux. Les argiles sont capables de fixer l'eau disponible mais aussi de la perdre en se rétractant en cas de sécheresse. Ce phénomène peut provoquer des dégâts très importants sur les constructions (fissures, déformations des ouvertures) pouvant rendre inhabitables certains locaux. La carte de zonage de cet aléa peut être consultée sur le site de l'observatoire national des risques naturels Géorisques. Une autre carte permet de prendre connaissance des cavités souterraines localisées sur la commune,.

#### Risques technologiques
Le risque de transport de matières dangereuses sur la commune est lié à sa traversée par des infrastructures routières et ferroviaires importantes et la présence d'une canalisation de transport de gaz. Un accident se produisant sur de telles infrastructures est en effet susceptible d’avoir des effets graves au bâti ou aux personnes jusqu’à 350 m, selon la nature du matériau transporté. Des dispositions d’urbanisme peuvent être préconisées en conséquence.

#### Risques particuliers
La commune est concernée par le risque minier, principalement lié à l’évolution des cavités souterraines laissées à l’abandon et sans entretien après l’exploitation des mines.
Dans plusieurs parties du territoire national, le radon, accumulé dans certains logements ou autres locaux, peut constituer une source significative d’exposition de la population aux rayonnements ionisants. Toutes les communes du département sont concernées par le risque radon à un niveau plus ou moins élevé. Selon le dossier départemental des risques majeurs du département établi en 2013, la commune de Villeneuve est classée à risque moyen à élevé. Un décret du 4 juin 2018 a modifié la terminologie du zonage définie dans le code de la santé publique et a été complété par un arrêté du 27 juin 2018 portant délimitation des zones à potentiel radon du territoire français. La commune est désormais en zone 3, à savoir zone à potentiel radon significatif.

## Histoire

### Moyen Âge
Villeneuve, en occitan Vilanòva, doit sa naissance au pèlerinage sur les Lieux Saints, à Jérusalem, que fit le seigneur du lieu, Ozile de Morlhon, soucieux du salut de son âme et de celle de ses ancêtres, qui, dans un acte de donation rédigé à Jérusalem offrit au Patriarche Sophronius de construire, sur ses terres « rougeâtres » de l'Aveyron, près de Mauriac, un monastère fonctionnant sous la règle du Saint-Sépulcre et pour lequel le Patriarche recevrait tous les ans un besant d’or. C’était en fait la fondation de ce qui allait devenir plus tard Villeneuve.
En 1072, les Turcs ayant envahi Jérusalem et Ozile étant mort, son fils Raoul de Morlhon donna le monastère encore en construction à l’abbaye de Moissac, elle-même rattachée à Cluny. Le prieur Déodat, en accord avec l’évêque de Rodez Pierre Bérenger acheva la construction du monastère et les deux autorités s’accordèrent pour édifier l’église dédiée au Saint-Sépulcre. L’évêque de Rodez, agissant en seigneur du lieu, allait y instituer un marché et créer une sauveté pour favoriser le développement du peuplement. Après les péripéties de la Croisade des Albigeois, Simon de Monfort dépouillait la famille de Morlhon de tous ses droits, et donnait Villeneuve à l’évêque de Rodez.
En 1231, Raymond VII, comte de Toulouse et de Rouergue, réussit, après échange, à reprendre le contrôle de ce fief, qui allait alors devenir une bastide comtale. Villeneuve est la première bastide du Rouergue. Construite à l'initiative du comte de Toulouse, elle est venue se greffer, en 1231, autour du monastère du XIe siècle fondé par Ozile II de Morlhon depuis Jérusalem.
À la mort de Raymond VII, elle passa sous l'influence d'Alphonse de Poitiers en 1249.
D'abord bastide comtale, elle devient bastide royale. Ce bourg, issu d’un simple prieuré de Moissac, va devenir bientôt une ville importante, siège d’une viguerie. Mais, la création, quelque temps plus tard, de la bastide de Villefranche, et surtout le fait que celle-ci devienne le siège de la Sénéchaussée de Rouergue, va lui porter un coup fatal, en même temps qu’à Peyrusse et Najac.
La ville fut fortifiée au XIVe siècle, et conserve de cette époque deux vestiges importants, la Tour-porte de Cardalhac et la Porte haute. La place centrale de la bastide, place des Conques, montre encore ses arcades et de très belles maisons, témoins de l’architecture du XIVe siècle. Mais le principal monument demeure l’église du Saint-Sépulcre, car il ne reste presque plus rien de l’ancien monastère. Cet édifice construit dès la fin du XIe siècle présente une partie romane en forme de croix grecque, rappelant celle de l’église de Jérusalem. Mais cette première église, correspondant à la sauveté, s’avéra bien trop petite lorsque fut créée la bastide. Si bien qu’en 1249 l’absidiole orientale fut démolie pour faire place à la construction d’une nef en style gothique méridional. Un peu plus tard furent ajoutées les chapelles latérales et le clocher.

## Politique et administration

### Découpage territorial
La commune de Villeneuve est membre de la Ouest Aveyron Communauté, un établissement public de coopération intercommunale (EPCI) à fiscalité propre créé le 1er janvier 2017 dont le siège est à Villefranche-de-Rouergue. Ce dernier est par ailleurs membre d'autres groupements intercommunaux.
Sur le plan administratif, elle est rattachée à l'arrondissement de Villefranche-de-Rouergue, au département de l'Aveyron et à la région Occitanie. Sur le plan électoral, elle dépend du  canton de Villeneuvois et Villefranchois pour l'élection des conseillers départementaux, depuis le redécoupage cantonal de 2014 entré en vigueur en 2015, et de la deuxième circonscription de l'Aveyron  pour les élections législatives, depuis le dernier découpage électoral de 2010.

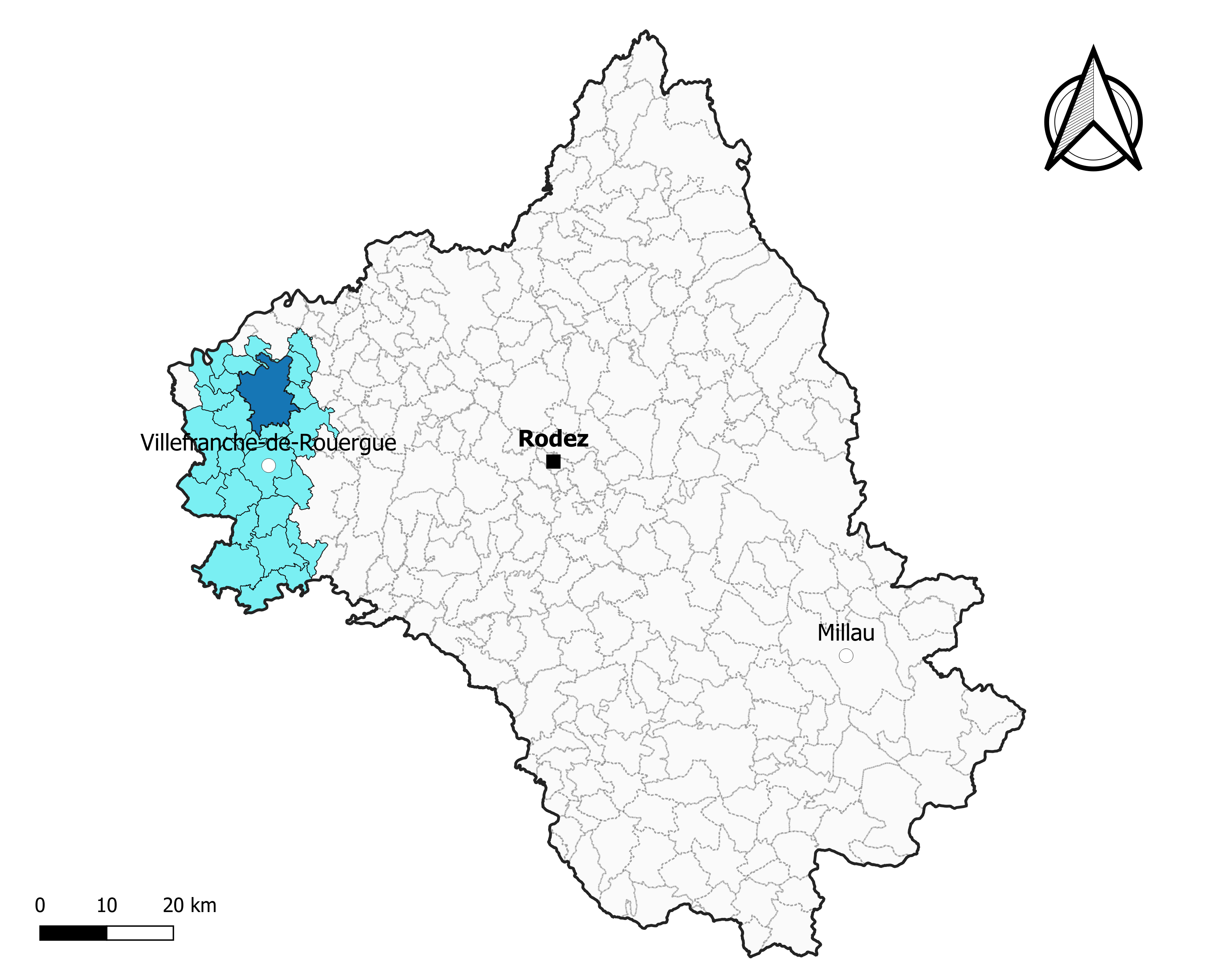
Villeneuve dans l'intercommunalité en 2020.
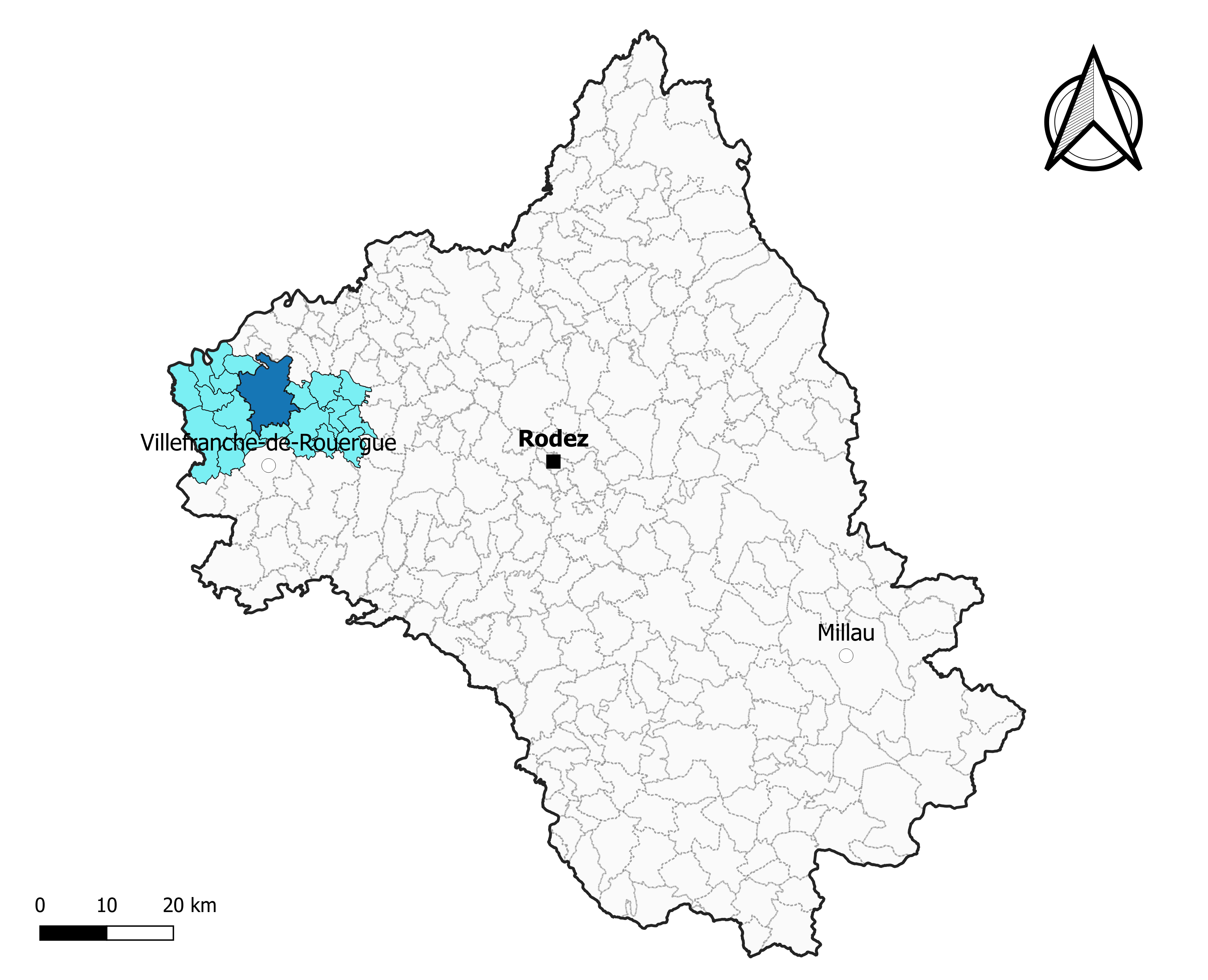
Villeneuve dans le canton de Villeneuvois et Villefranchois en 2020.
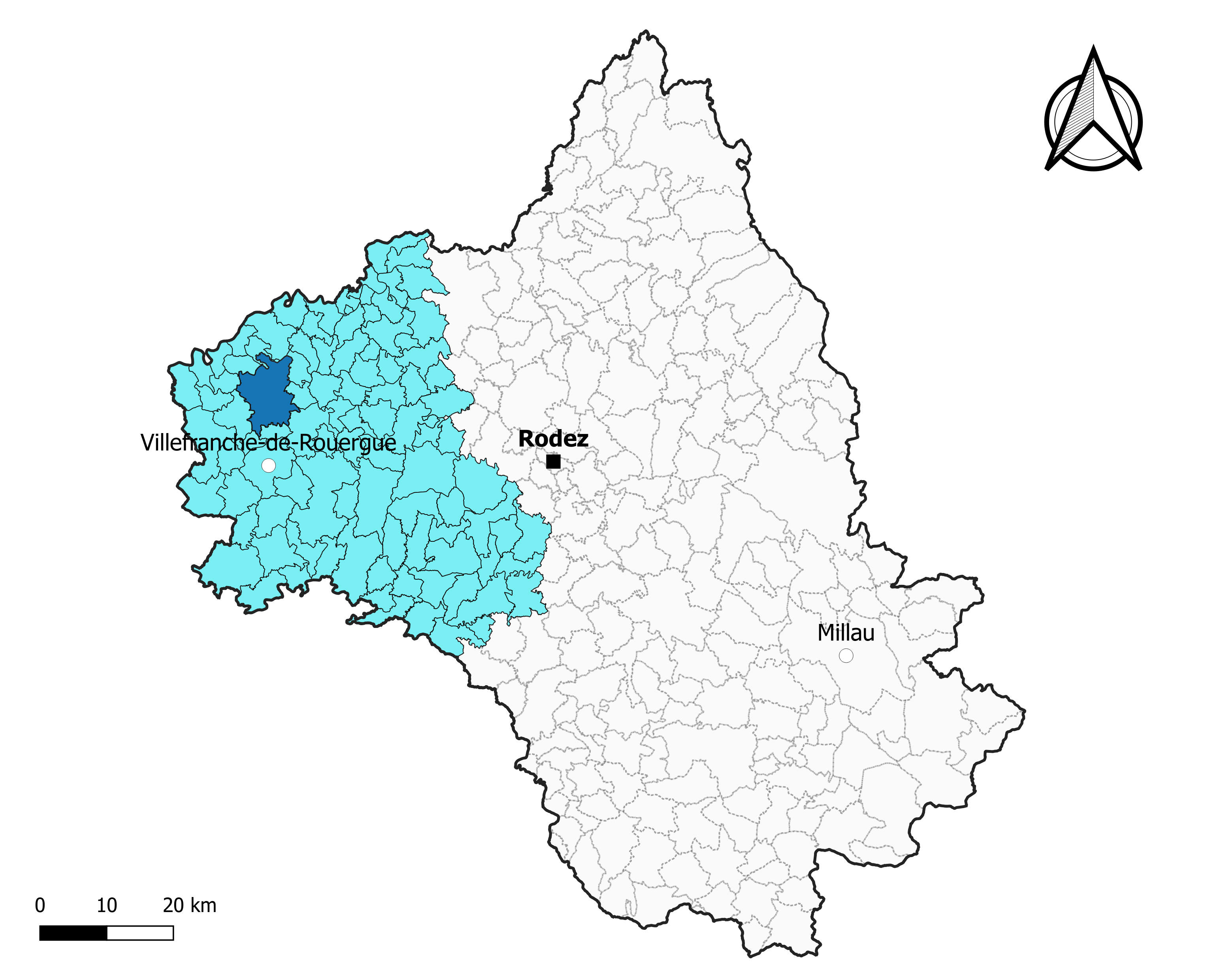
Villeneuve dans l'arrondissement de Villefranche-de-Rouergue en 2020.

### Élections municipales et communautaires

#### Élections de 2020
| Tête de liste      | Suffrages | Pourcentage | CM | CC |
| ------------------ | --------- | ----------- | -- | -- |
| Jean-Pierre Masbou | 614       | 63,82 %     | 16 | 2  |
| Béatrice Guitard   | 348       | 36,17 %     | 3  | 1  |

Le conseil municipal de Villeneuve, commune de plus de 1 000 habitants, est élu au scrutin proportionnel de liste à deux tours (sans aucune modification possible de la liste), pour un mandat de six ans renouvelable. Compte tenu de la population communale, le nombre de sièges à pourvoir lors des élections municipales de 2020 est de 19. Les dix-neuf conseillers municipaux sont élus au premier tour avec un taux de participation de 56,96 %, se répartissant en seize issus de la liste conduite par Jean-Pierre Masbou et trois issus de celle de Béatrice Guitard.
Jean-Pierre Masbou est élu nouveau maire de la commune le 23 mai 2020.
Les trois sièges attribués à la commune au sein du conseil communautaire de la Ouest Aveyron Communauté se répartissent en : liste de Jean-Pierre Masbou (2) et liste de Béatrice Guitard (1).

#### Liste des maires
| Période                                  | Période  | Identité           | Étiquette | Qualité                                                                                          |
| ---------------------------------------- | -------- | ------------------ | --------- | ------------------------------------------------------------------------------------------------ |
| 1944                                     | 1965     | Elie Roumec        | DVD       | Conseiller général du canton de Villeneuve (1945-1970)                                           |
| 1965                                     | 1971     | Paul Costes        |           |                                                                                                  |
| 1971                                     | 1977     | Henri Calmettes    |           |                                                                                                  |
| 1977                                     | 1983     | Michel Soulié      |           |                                                                                                  |
| 1983                                     | 1989     | Raymond Audouard   |           |                                                                                                  |
| 1989                                     | 1995     | Louis Laurens      |           |                                                                                                  |
| 1995                                     | 2001     | Raymond Audouard   | DVD       | médecin généraliste, conseiller général du canton de Villeneuve (1994-2008)                      |
| 2001                                     | 2008     | Guy Cassanis       | DVD       |                                                                                                  |
| 2008                                     | 2020     | Pierre Costes      | PS        | Professeur retraité, conseiller général du canton de Villeneuve (2008-2015)                      |
| 2020                                     | En cours | Jean-Pierre Masbou | DVD       | Cadre retraité, conseiller départemental du canton de Villeneuvois et Villefranchois depuis 2015 |
| Les données manquantes sont à compléter. |          |                    |           |                                                                                                  |

## Population et société

### Démographie
L'évolution du nombre d'habitants est connue à travers les recensements de la population effectués dans la commune depuis 1793. Pour les communes de moins de 10 000 habitants, une enquête de recensement portant sur toute la population est réalisée tous les cinq ans, les populations de référence des années intermédiaires étant quant à elles estimées par interpolation ou extrapolation. Pour la commune, le premier recensement exhaustif entrant dans le cadre du nouveau dispositif a été réalisé en 2006.

En 2022, la commune comptait 1 952 habitants, en évolution de −1,91 % par rapport à 2016 (Aveyron : +0,37 %, France hors Mayotte : +2,11 %).
| 1793  | 1800  | 1806  | 1821  | 1831  | 1836  | 1841  | 1846  | 1851  |
| ----- | ----- | ----- | ----- | ----- | ----- | ----- | ----- | ----- |
| 3 104 | 3 133 | 3 192 | 2 984 | 3 372 | 3 364 | 3 251 | 3 723 | 3 443 |

| 1856  | 1861  | 1866  | 1872  | 1876  | 1881  | 1886  | 1891  | 1896  |
| ----- | ----- | ----- | ----- | ----- | ----- | ----- | ----- | ----- |
| 3 413 | 3 234 | 3 326 | 3 213 | 3 277 | 3 074 | 3 079 | 2 948 | 2 826 |

| 1901  | 1906  | 1911  | 1921  | 1926  | 1931  | 1936  | 1946  | 1954  |
| ----- | ----- | ----- | ----- | ----- | ----- | ----- | ----- | ----- |
| 3 036 | 3 638 | 3 660 | 2 821 | 2 705 | 2 502 | 2 512 | 1 814 | 1 611 |

| 1962  | 1968  | 1975  | 1982  | 1990  | 1999  | 2006  | 2011  | 2016  |
| ----- | ----- | ----- | ----- | ----- | ----- | ----- | ----- | ----- |
| 1 473 | 1 461 | 1 493 | 1 649 | 1 891 | 2 017 | 1 999 | 1 945 | 1 990 |

| 2021  | 2022  | - | - | - | - | - | - | - |
| ----- | ----- | - | - | - | - | - | - | - |
| 1 964 | 1 952 | - | - | - | - | - | - | - |

### Manifestations culturelles et festivités
- Chaque dernier dimanche de juillet, une fête médiévale est organisée, avec un défilé en costumes d'époque, une évocation historique, un marché médiéval, des jongleurs, des saltimbanques et des concours de bras de fer.

### Personnalités liées à la commune
- Ozile II de Morlhon, seigneur du Moyen Âge, fondateur du monastère à l'origine de la ville.

## Économie

### Revenus
En 2018  (données Insee publiées en septembre 2021), la commune compte 857 ménages fiscaux, regroupant 1 817 personnes. La médiane du revenu disponible par unité de consommation est de 21 290 € (20 640 € dans le département).

### Emploi
| Division       | 2008  | 2013  | 2018  |
| -------------- | ----- | ----- | ----- |
| Commune        | 5,2 % | 4,6 % | 6,5 % |
| Département    | 5,4 % | 7,1 % | 7,1 % |
| France entière | 8,3 % | 10 %  | 10 %  |

En 2018, la population âgée de 15 à 64 ans s'élève à 1 099 personnes, parmi lesquelles on compte 76,4 % d'actifs (70 % ayant un emploi et 6,5 % de chômeurs) et 23,6 % d'inactifs,. Depuis 2008, le taux de chômage communal (au sens du recensement) des 15-64 ans est inférieur à celui de la France et du département.
La commune fait partie de la couronne de l'aire d'attraction de Villefranche-de-Rouergue, du fait qu'au moins 15 % des actifs travaillent dans le pôle,. Elle compte 675 emplois en 2018, contre 713 en 2013 et 644 en 2008. Le nombre d'actifs ayant un emploi résidant dans la commune est de 786, soit un indicateur de concentration d'emploi de 85,9 % et un taux d'activité parmi les 15 ans ou plus de 50,5 %.
Sur ces 786 actifs de 15 ans ou plus ayant un emploi, 326 travaillent dans la commune, soit 42 % des habitants. Pour se rendre au travail, 83,7 % des habitants utilisent un véhicule personnel ou de fonction à quatre roues, 0,4 % les transports en commun, 6,2 % s'y rendent en deux-roues, à vélo ou à pied et 9,7 % n'ont pas besoin de transport (travail au domicile).

### Activités hors agriculture

#### Secteurs d'activités
244 établissements sont implantés  à Villeneuve au 31 décembre 2019. Le tableau ci-dessous en détaille le nombre par secteur d'activité et compare les ratios avec ceux du département,.
| Secteur d'activité                                                                                        | Commune | Commune | Département |
| Secteur d'activité                                                                                        | Nombre  | %       | %           |
| --- | ------- | ------- | ----------- |
| Ensemble                                                                                                  | 244     | 100 %   | (100 %)     |
| Industrie manufacturière, industries extractives et autres                                                | 62      | 25,4 %  | (17,7 %)    |
| Construction                                                                                              | 31      | 12,7 %  | (13 %)      |
| Commerce de gros et de détail, transports, hébergement et restauration                                    | 57      | 23,4 %  | (27,5 %)    |
| Information et communication                                                                              | 6       | 2,5 %   | (1,5 %)     |
| Activités financières et d'assurance                                                                      | 3       | 1,2 %   | (3,4 %)     |
| Activités immobilières                                                                                    | 5       | 2 %     | (4,2 %)     |
| Activités spécialisées, scientifiques et techniques et activités de services administratifs et de soutien | 25      | 10,2 %  | (12,4 %)    |
| Administration publique, enseignement, santé humaine et action sociale                                    | 39      | 16 %    | (12,7 %)    |
| Autres activités de services                                                                              | 16      | 6,6 %   | (7,8 %)     |

Le secteur de l'industrie manufacturière, des industries extractives et autres est prépondérant sur la commune puisqu'il représente 25,4 % du nombre total d'établissements de la commune (62 sur les 244 entreprises implantées  à Villeneuve), contre 17,7 % au niveau départemental.

#### Entreprises
Les cinq entreprises ayant leur siège social sur le territoire communal qui génèrent le plus de chiffre d'affaires en 2020 sont : 
- EURL Etpl Et V, travaux de terrassement courants et travaux préparatoires (6 161 k€) ;
- Etablissement Cance, préparation industrielle de produits à base de viande (4 414 k€) ;
- Sedp Soc Expl Diva Plastiques, fabrication d'éléments en matières plastiques pour la construction (2 779 k€) ;
- Ambulance Bessou, ambulances (479 k€) ;
- Resto Campagne, restauration traditionnelle (345 k€).

### Agriculture
La commune est dans le Bas Quercy, une petite région agricole occupant l'extrême-ouest du département de l'Aveyron. En 2020, l'orientation technico-économique de l'agriculture  sur la commune est l'élevage d'ovins ou de caprins.
|               | 1988  | 2000  | 2010  | 2020  |
| ------------- | ----- | ----- | ----- | ----- |
| Exploitations | 114   | 73    | 65    | 63    |
| SAU (ha)      | 3 820 | 3 836 | 3 853 | 3 663 |

Le nombre d'exploitations agricoles en activité et ayant leur siège dans la commune est passé de 114 lors du recensement agricole de 1988  à 73 en 2000 puis à 65 en 2010 et enfin à 63 en 2020, soit une baisse de 45 % en 32 ans. Le même mouvement est observé à l'échelle du département qui a perdu pendant cette période 51 % de ses exploitations,. La surface agricole utilisée sur la commune a également diminué, passant de 3 820 ha en 1988 à 3 663 ha en 2020. Parallèlement la surface agricole utilisée moyenne par exploitation a augmenté, passant de 34 à 58 ha.

## Culture et patrimoine
De son passé de sauveté puis de bastide, la ville a conservé un riche patrimoine de constructions civiles du XIIIe au XVe siècle.

### Édifices religieux

#### Église du Saint-Sépulcre
L'église du Saint-Sépulcre, classée MH en 1925, est un bel édifice roman du XIe siècle en forme de croix grecque sur le modèle du Saint-Sépulcre à Jérusalem. Au XIVe siècle, son abside orientale est détruite pour faire place à une nef gothique pleine de lumière dédiée à Saint Pierre et Saint Paul. La partie romane initiale est plus sombre, elle est ornée de peintures monumentales au XIVe siècle.

Église du Saint-Sépulcre
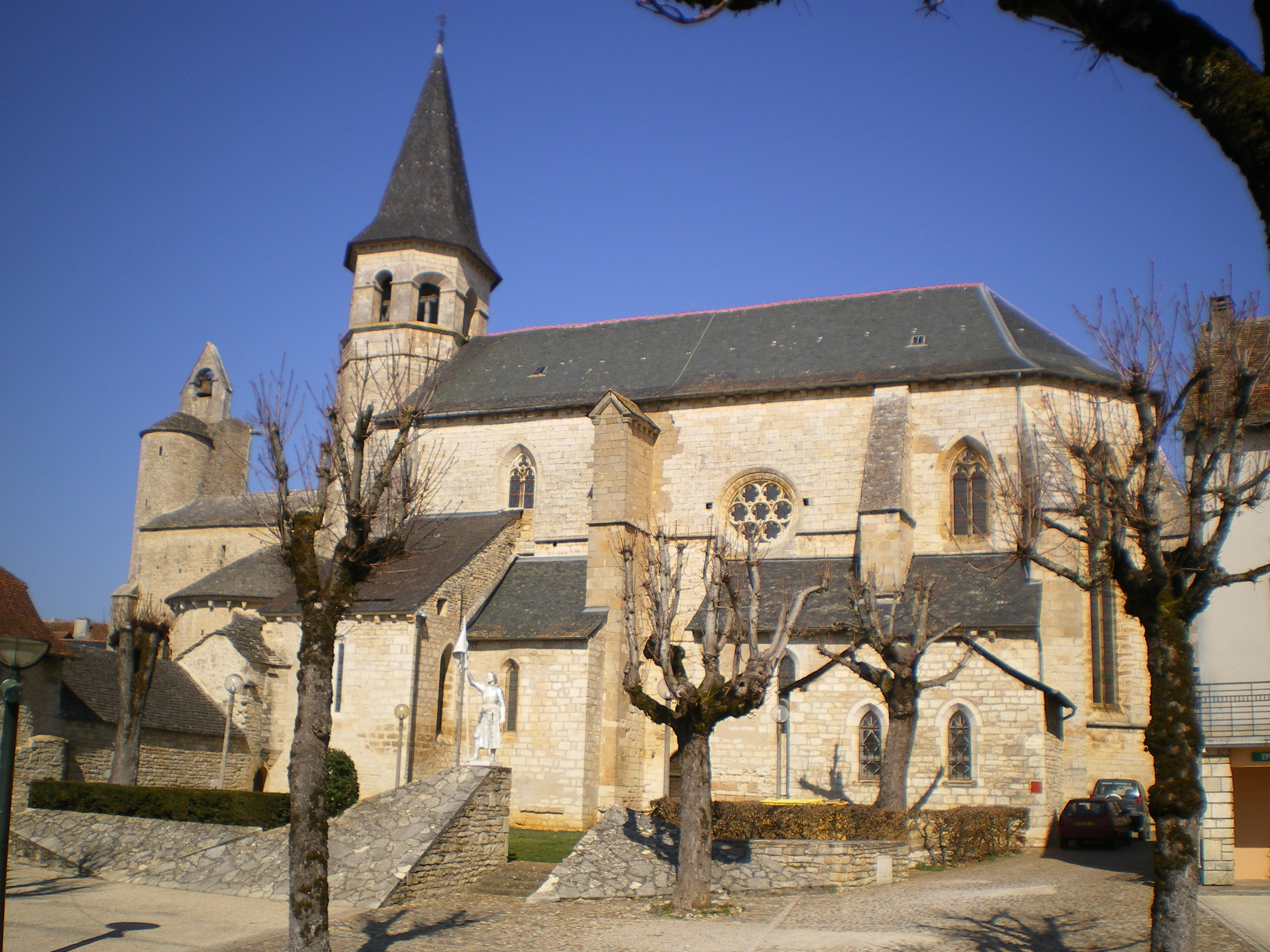
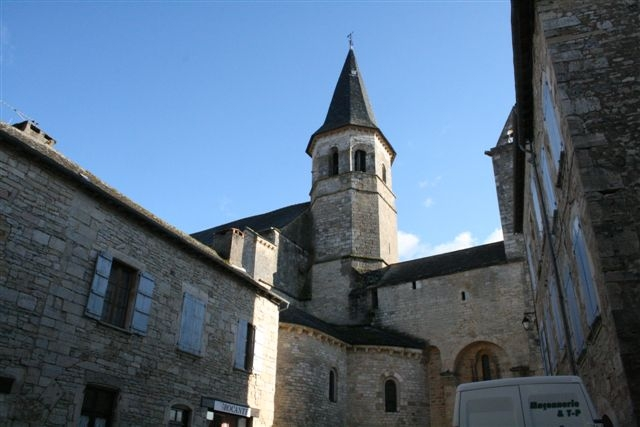
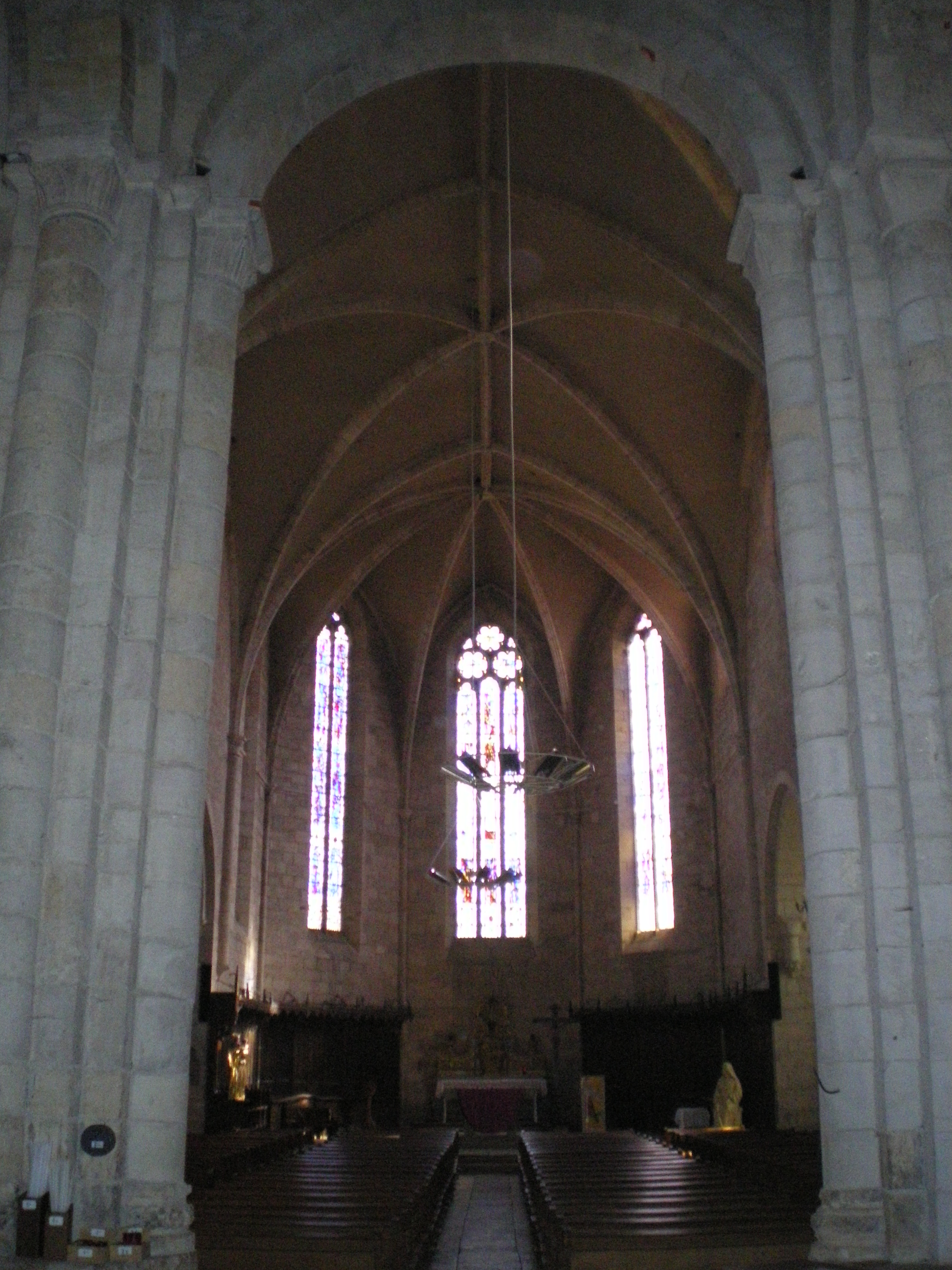
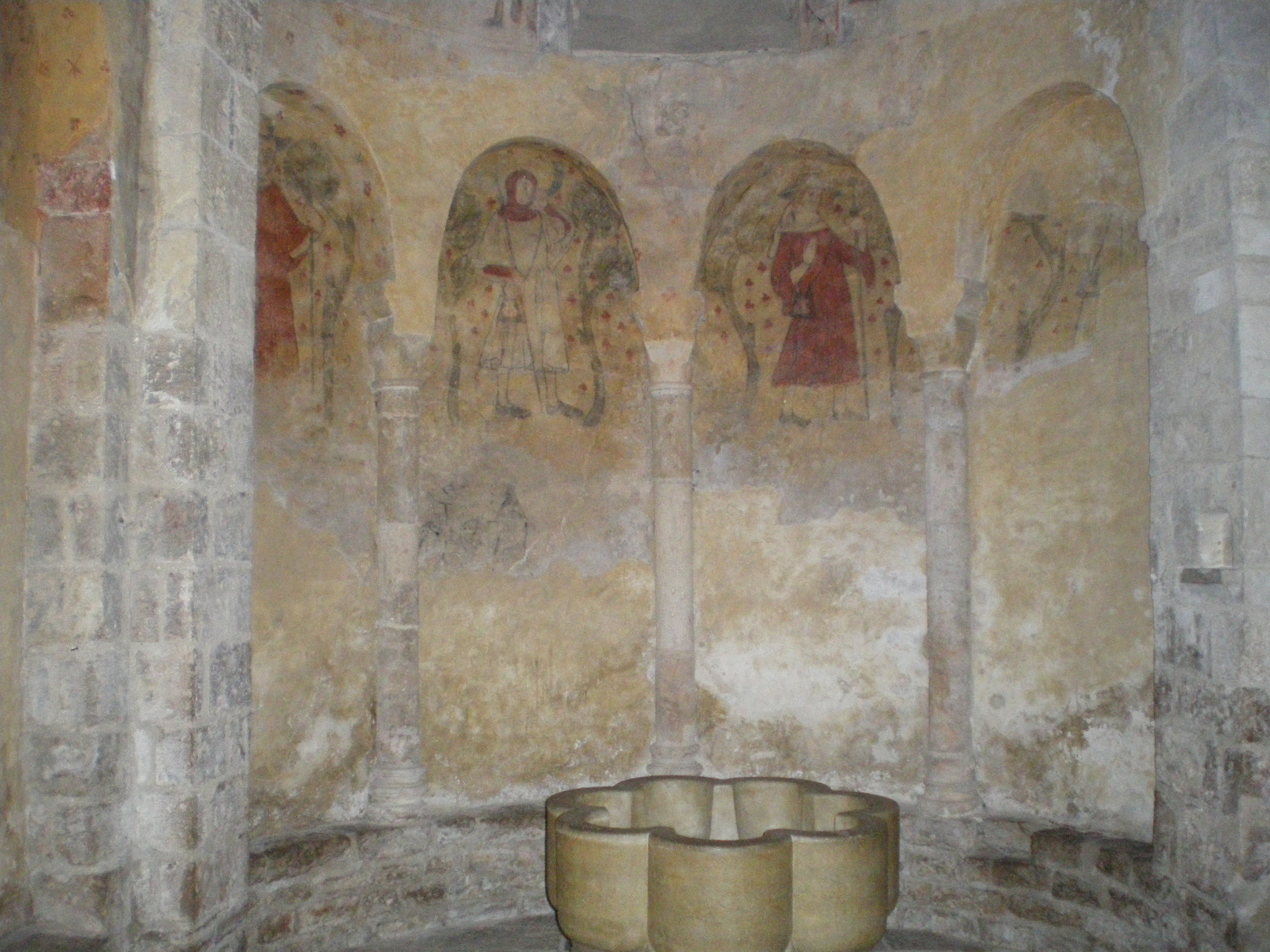

#### Église Saint-Pierre-et-Saint-Paul de Toulongergues
L'église préromane Saint-Pierre, classée MH en 1988, est construite avant l'an Mille (?) dans le hameau de Toulongergues, près d'une nécropole datant du Ve siècle avec, à côté, l'ancien logis du prieur datant du XIVe-XVe siècle, aussi appelé château.

Église de Toulongergues
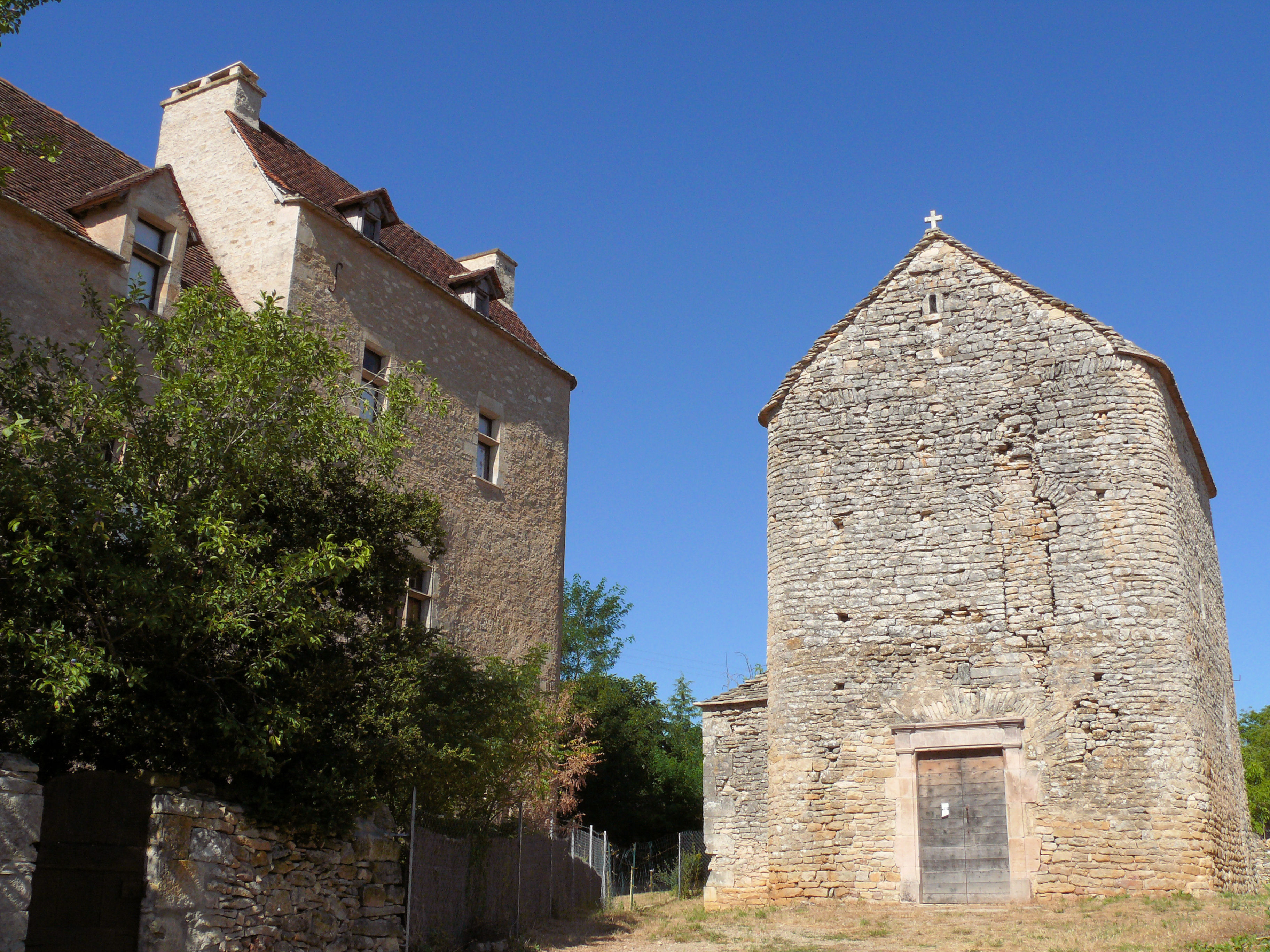
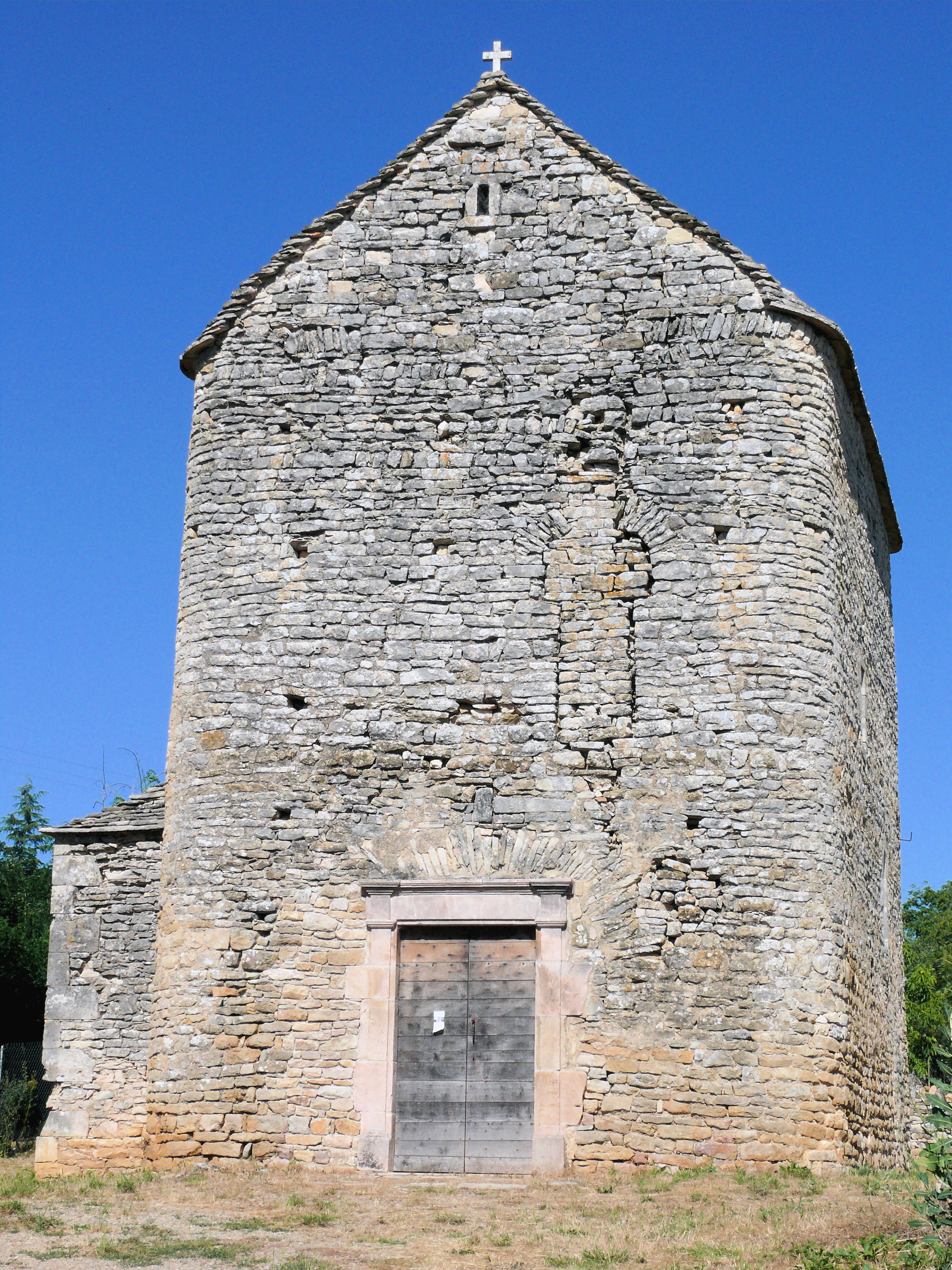
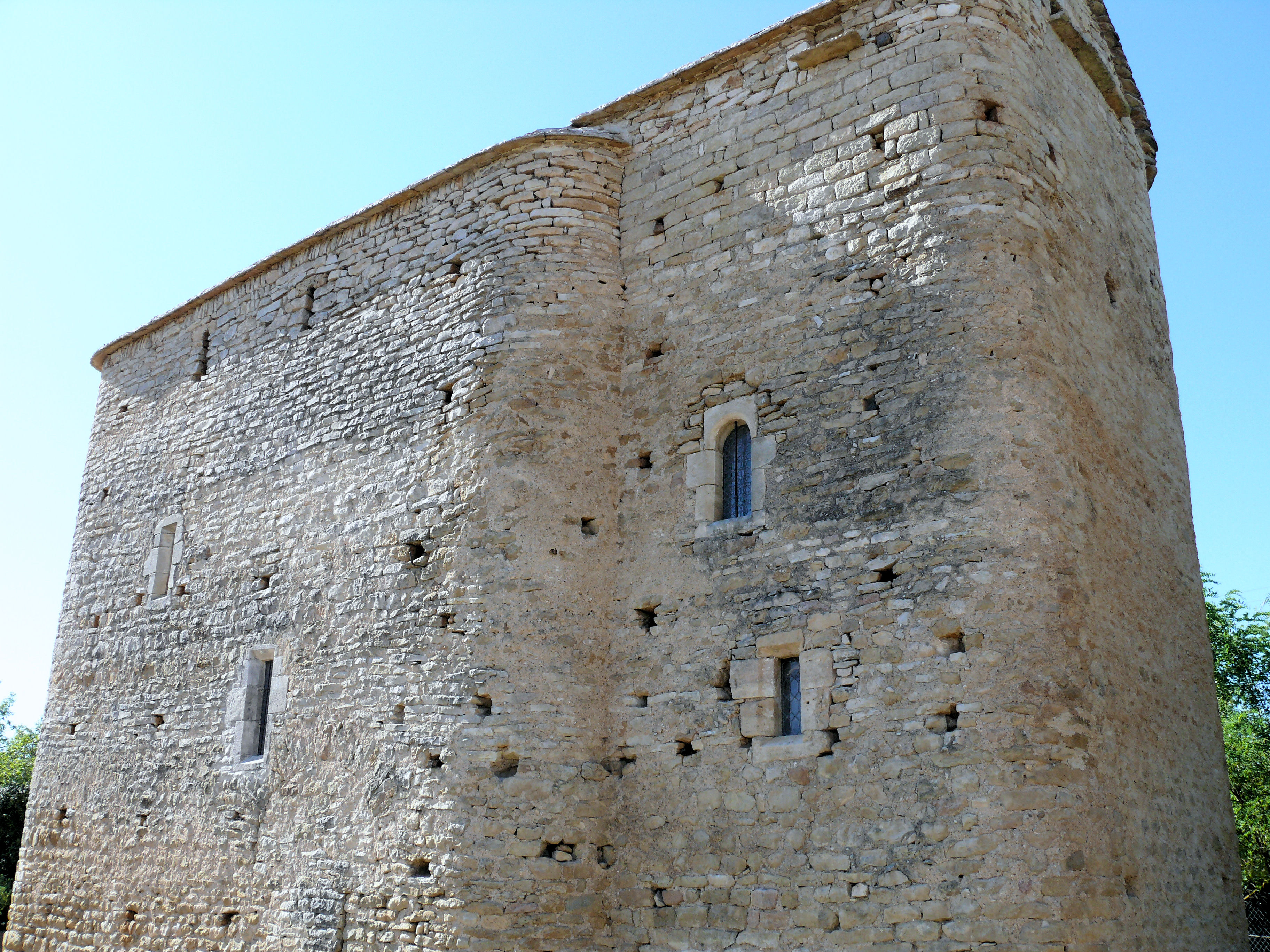
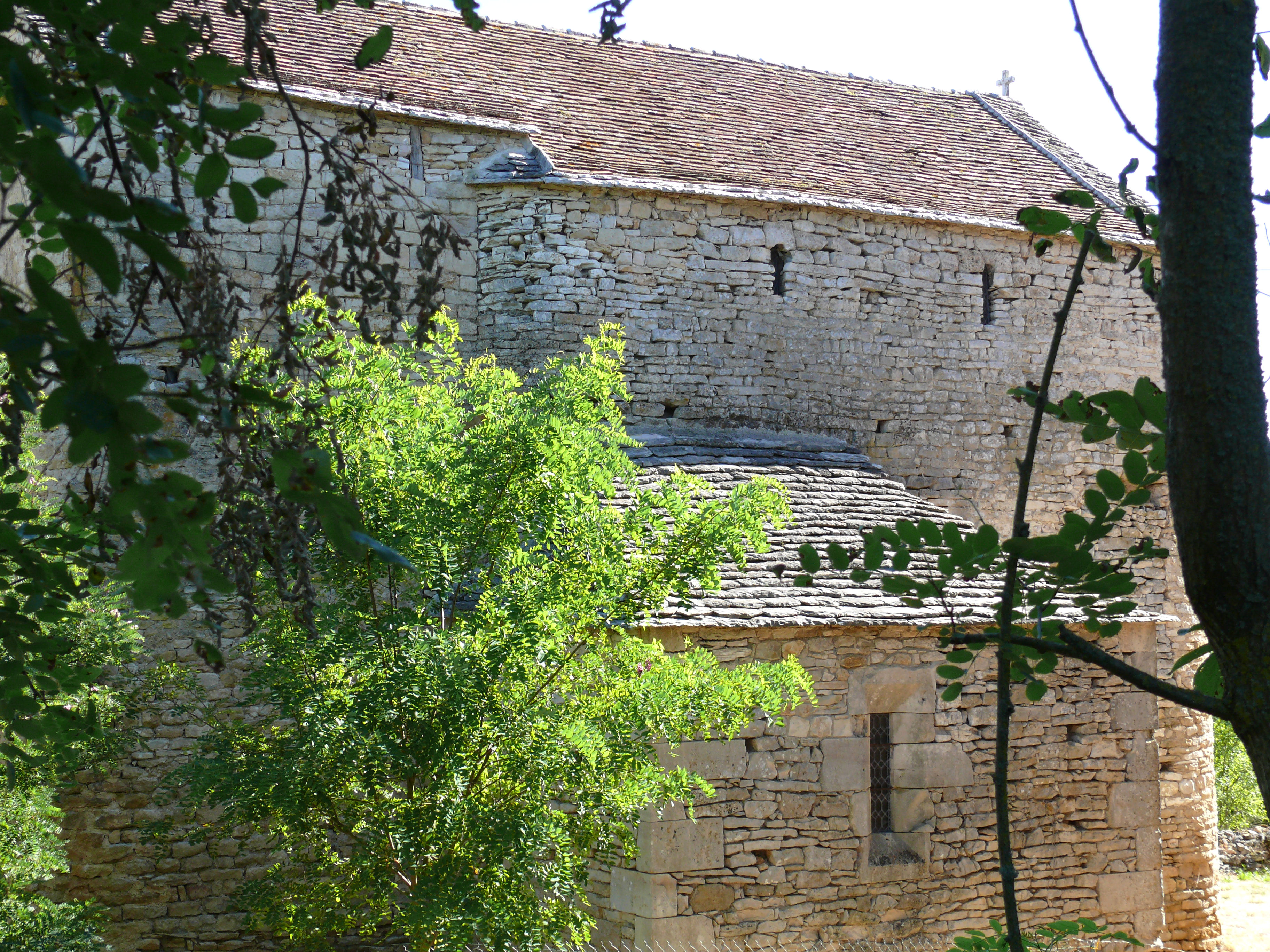

#### Prieuré de Villeneuve
C'est au milieu du XIe siècle que fut fondée par Pierre Béranger, évêque de Rodez, le monastère de Villeneuve construit en l'honneur du Saint-Sépulcre. L'église primitive fut bâtie, au début du XIIe siècle, en forme de trèfle autour d'un carré central limité par quatre piliers. Au XIVe siècle, le cœur fut détruit et prolongé par une nef gothique, terminée par une abside à cinq pans dont la voûte repose sur six branches d'ogives; dans l'absidiole Nord, voûte, ornée d'une peinture XIIIe siècle), figurant un Christ en majesté entouré des symboles des évangélistes. le clocher roman, élevé sur la croisée du transept, a été surhaussé à l'époque gothique
- Église du Rey.
- Église Saint-Laurent de Mayrinhagues.
- Église Notre-Dame de Septfonds.
- Chapelle de la Miège.
- Chapelle Saint-Roch de Villeneuve.
- Chapelle Notre-Dame-de-Grâce de Villeneuve.

### Édifices civils

#### Porte haute
La Porte haute, inscrite MH en 1928, qui compte trois étages, fermée par deux herses, a servi de prison.

Porte haute
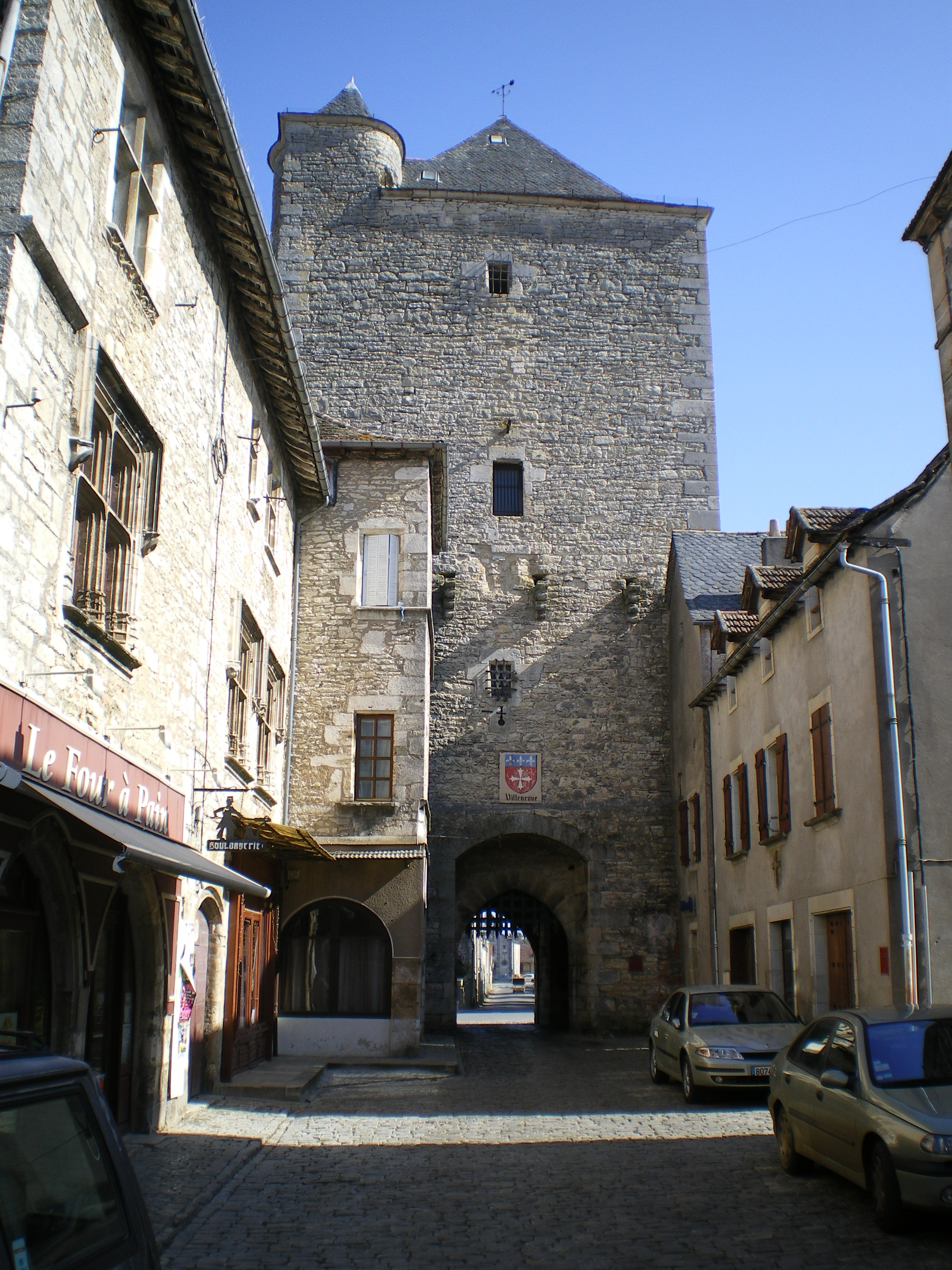
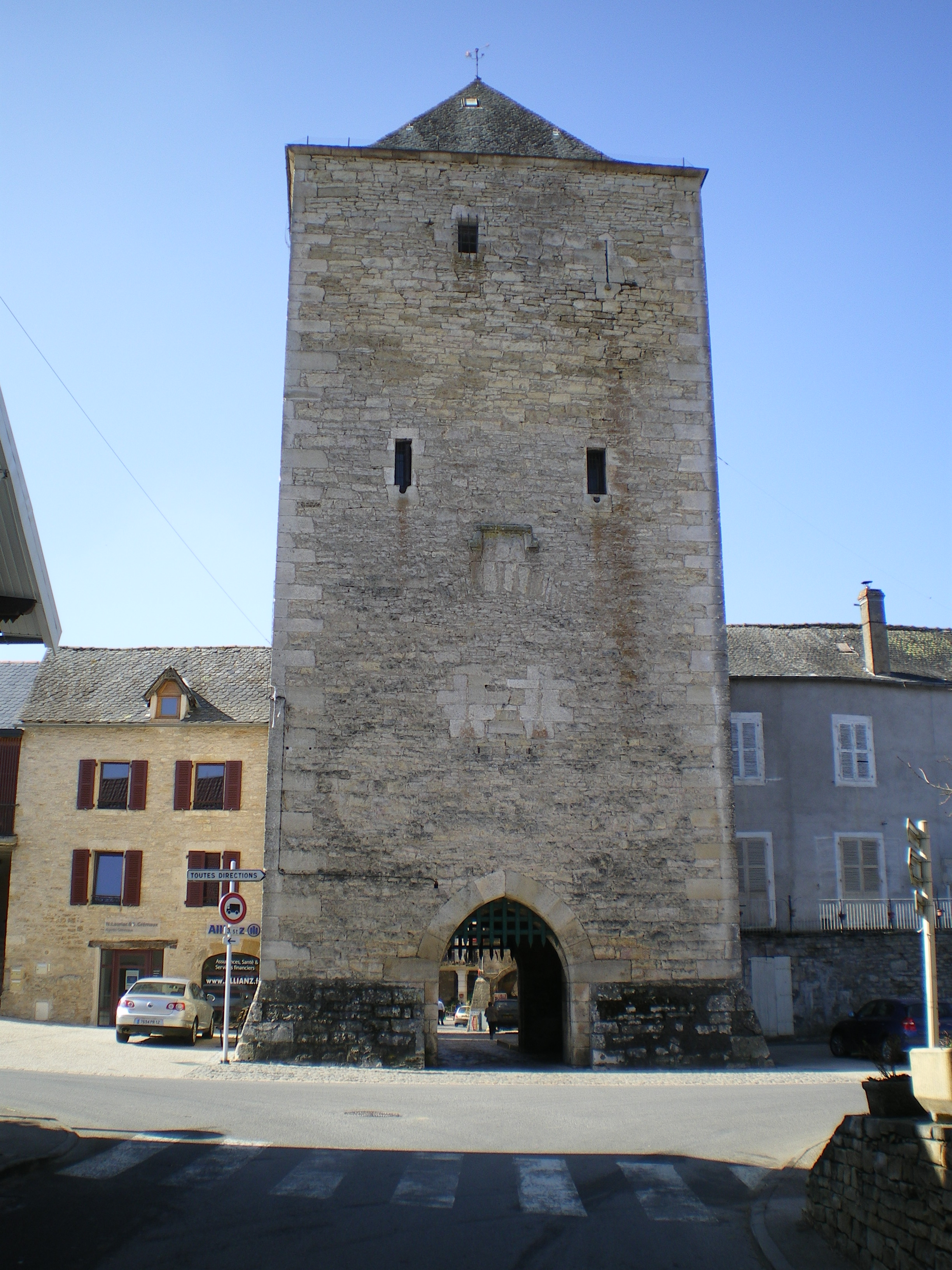

#### Tour-porte Cardalhac
La Tour porte Cardalhac, encore appelée Tour Savignac, inscrite MH en 1928, est un des derniers vestiges des fortifications du XIVe siècle.

Tour-porte Cardalhac
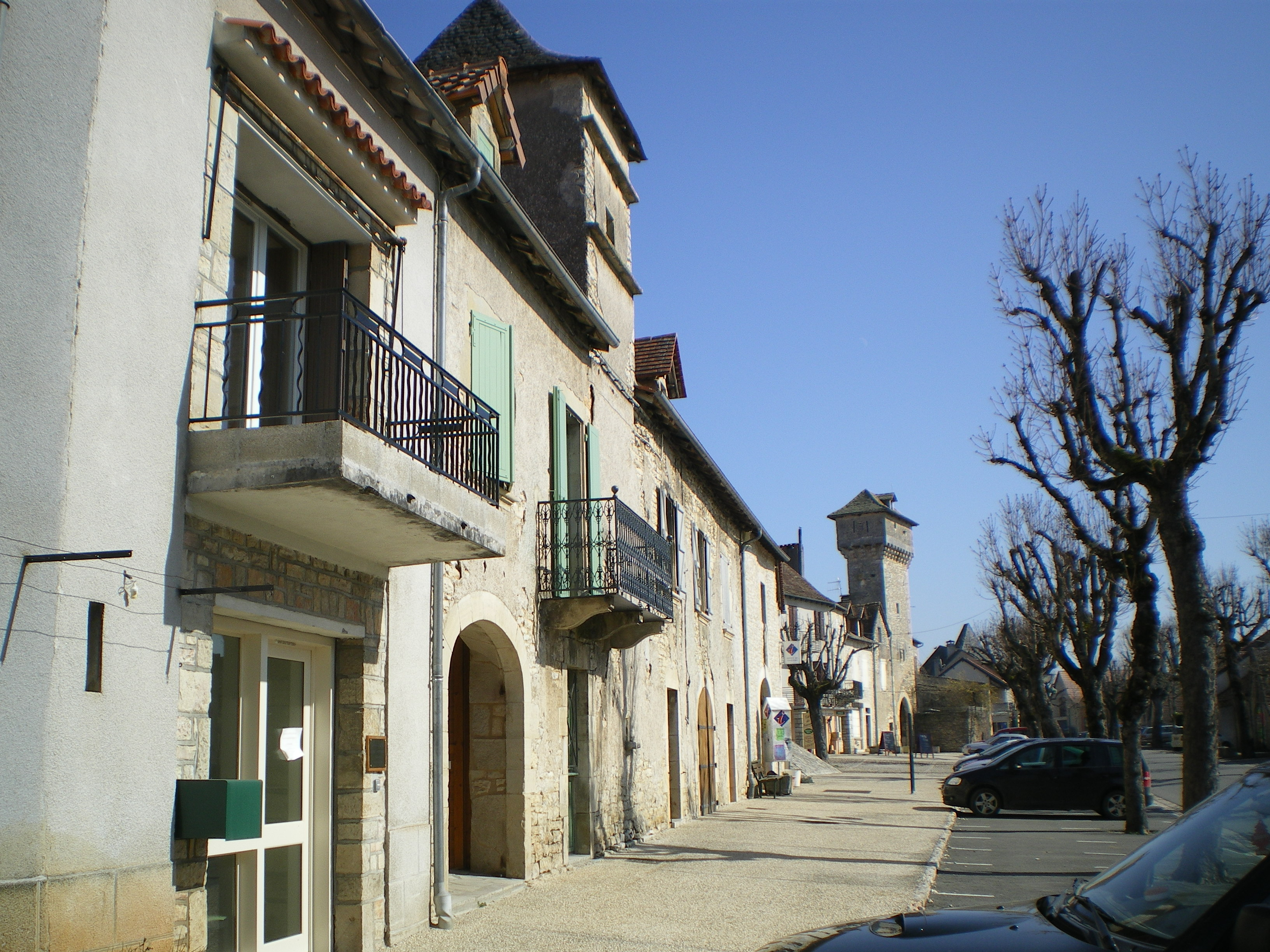
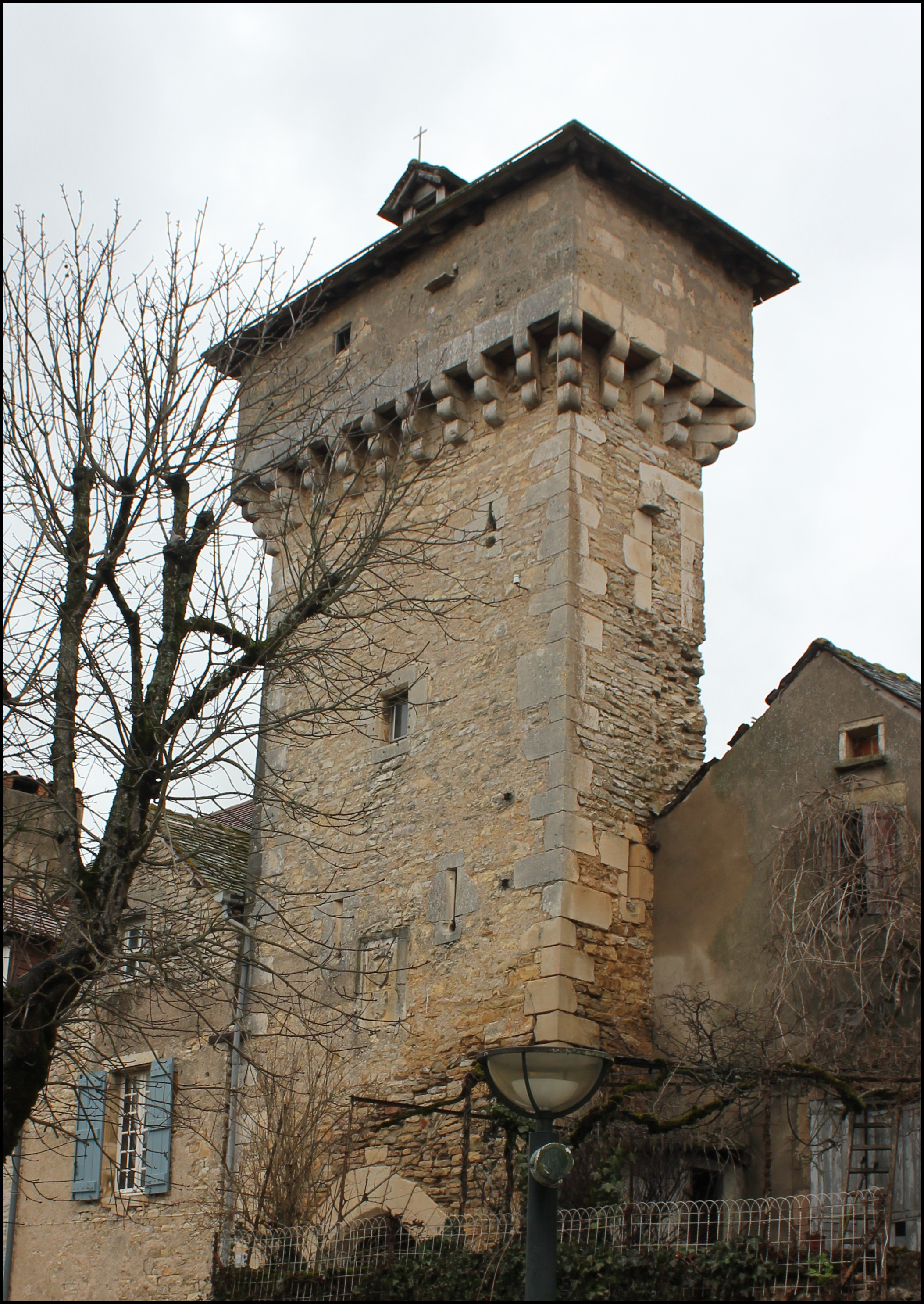
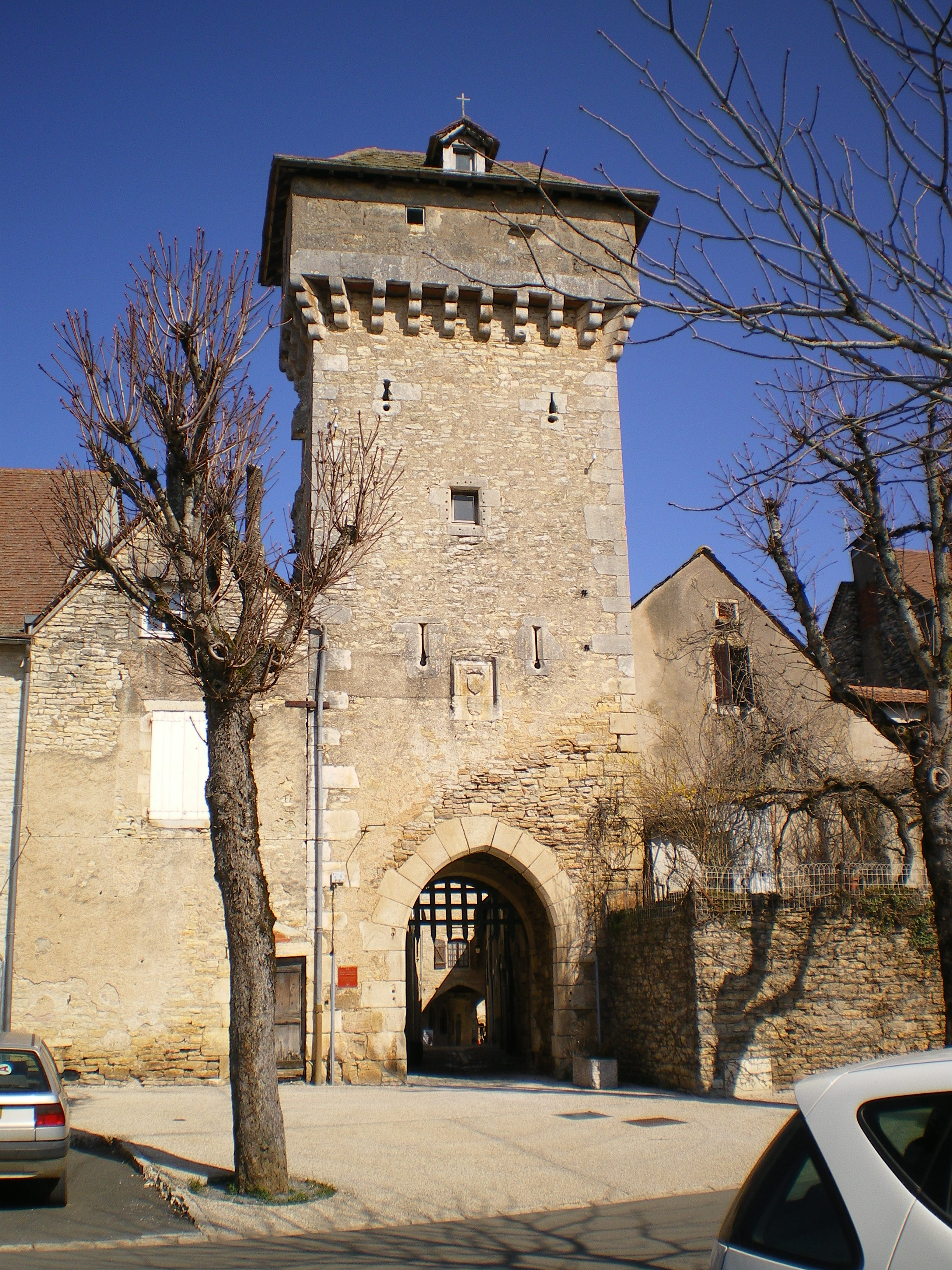
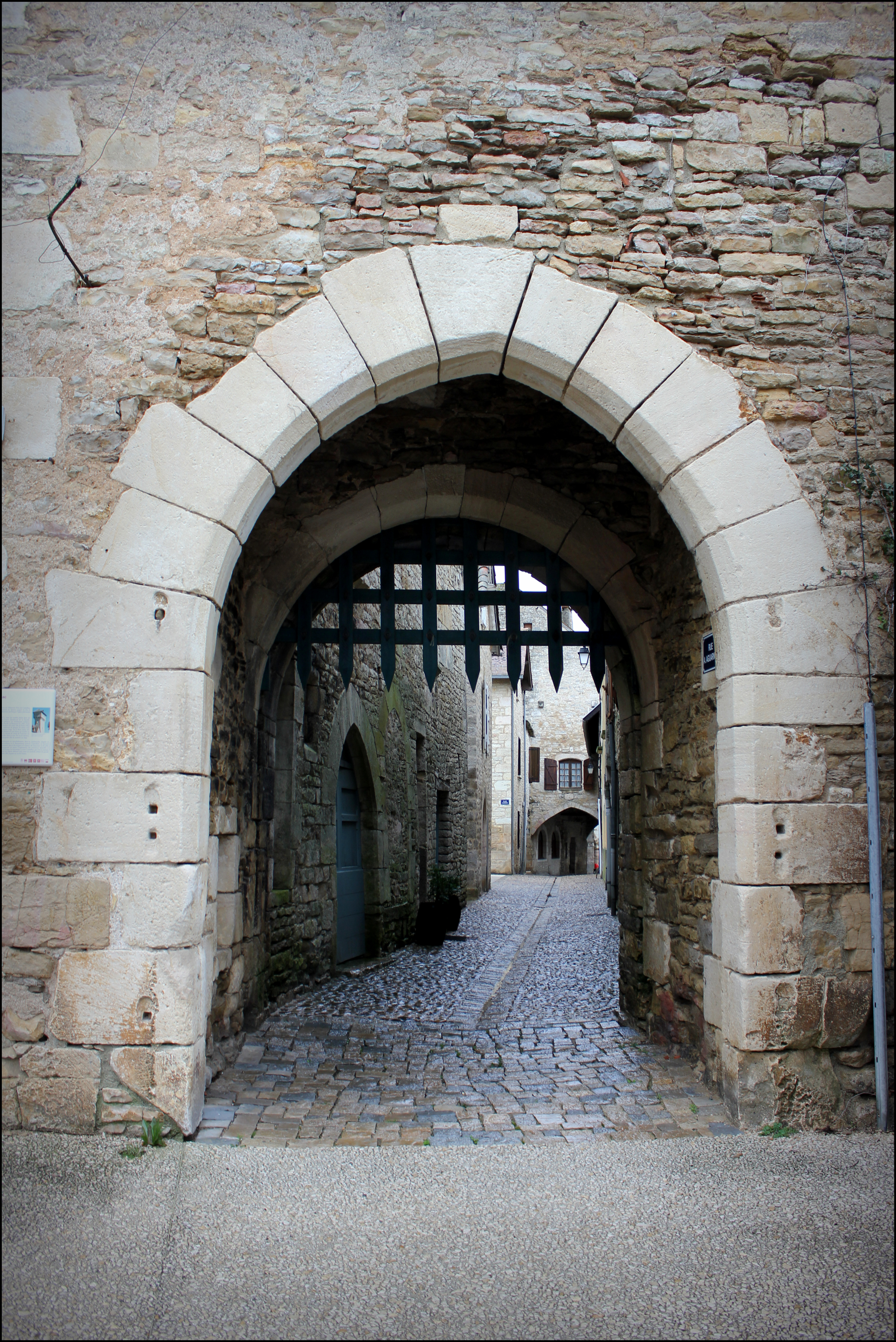

#### Maison Gibergues duXVesiècle
Située près de la Porte Carrée elle est inscrite MH en 1928

Maison près de la Tour Soubirane
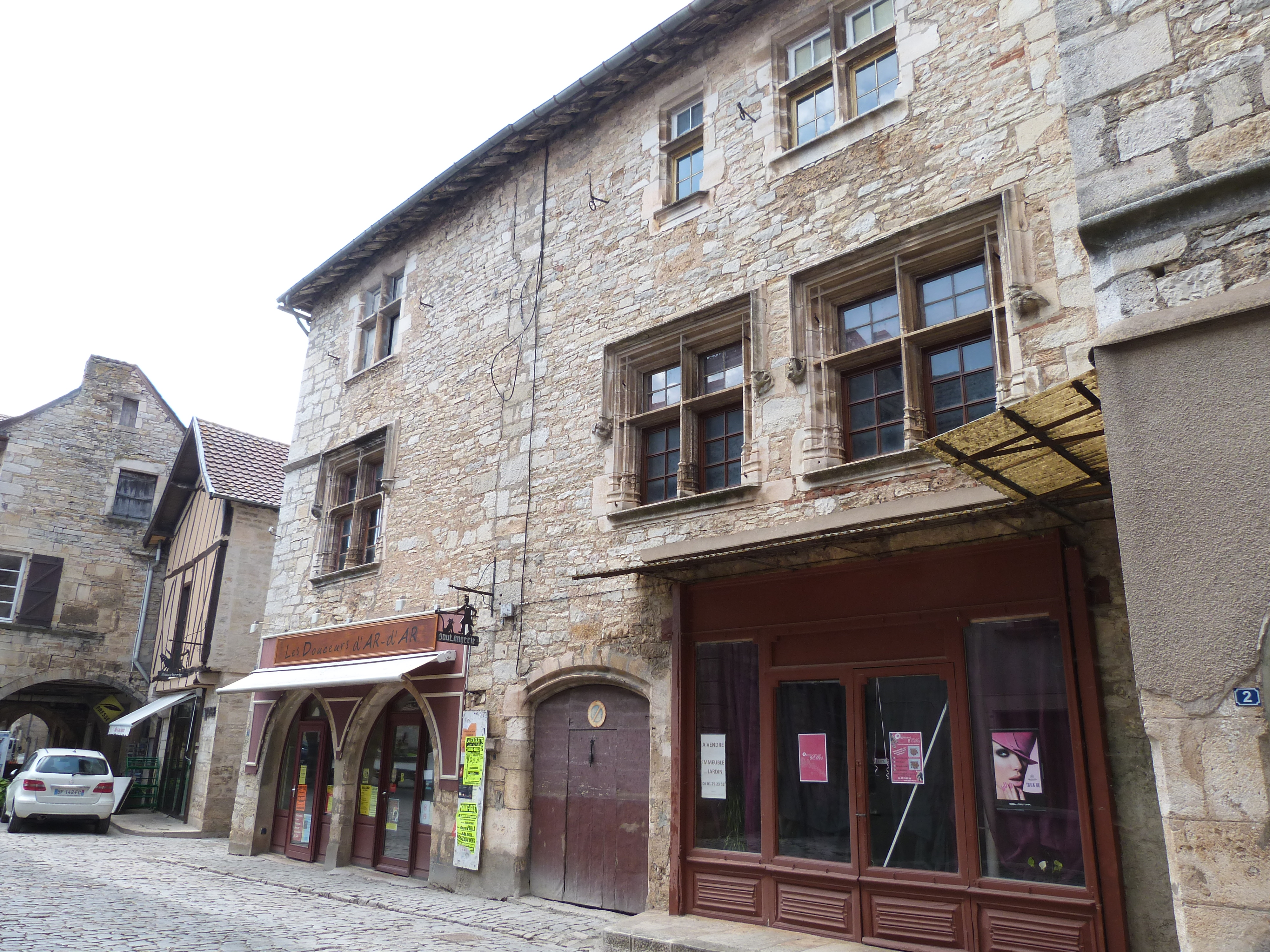
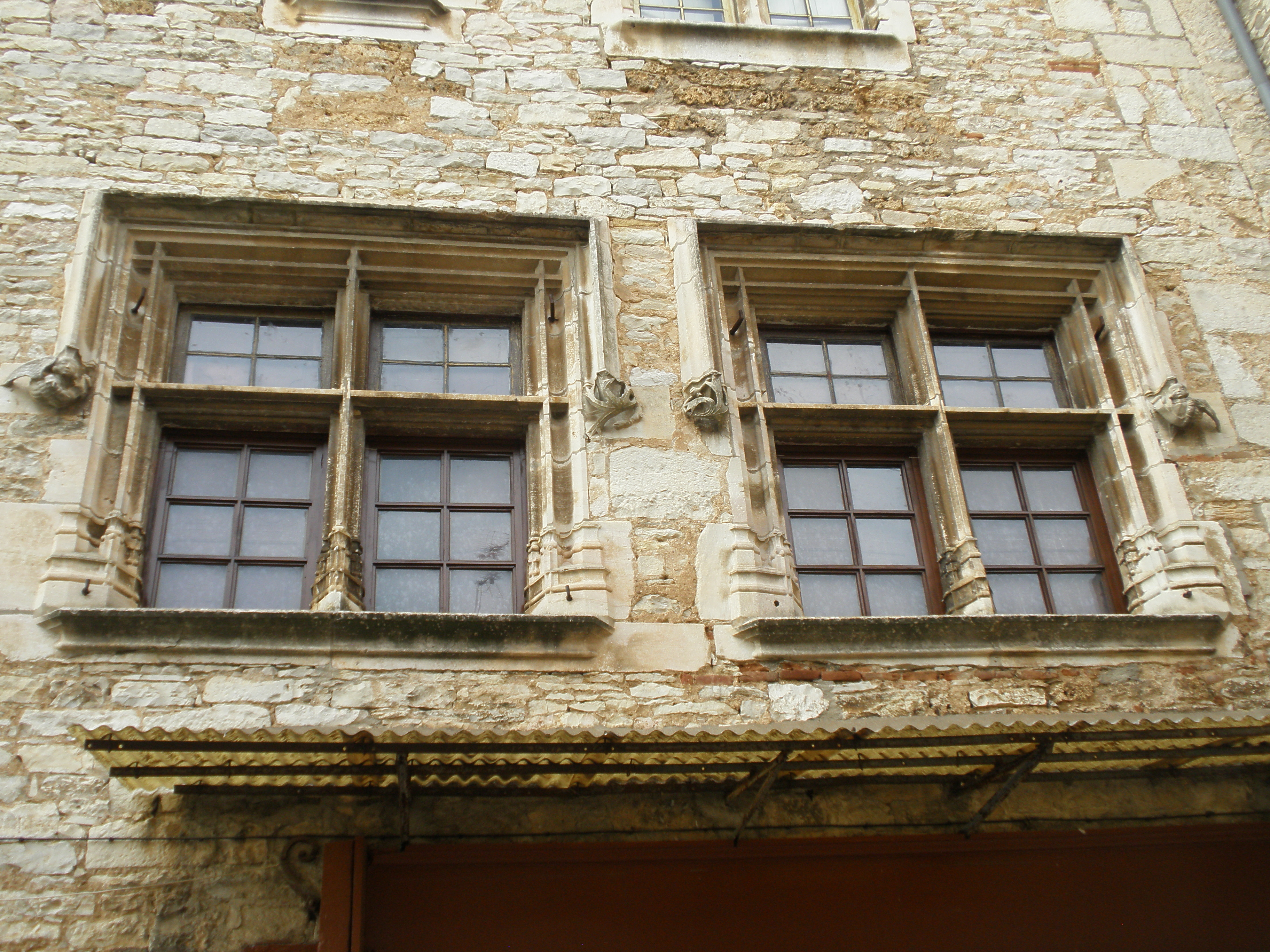
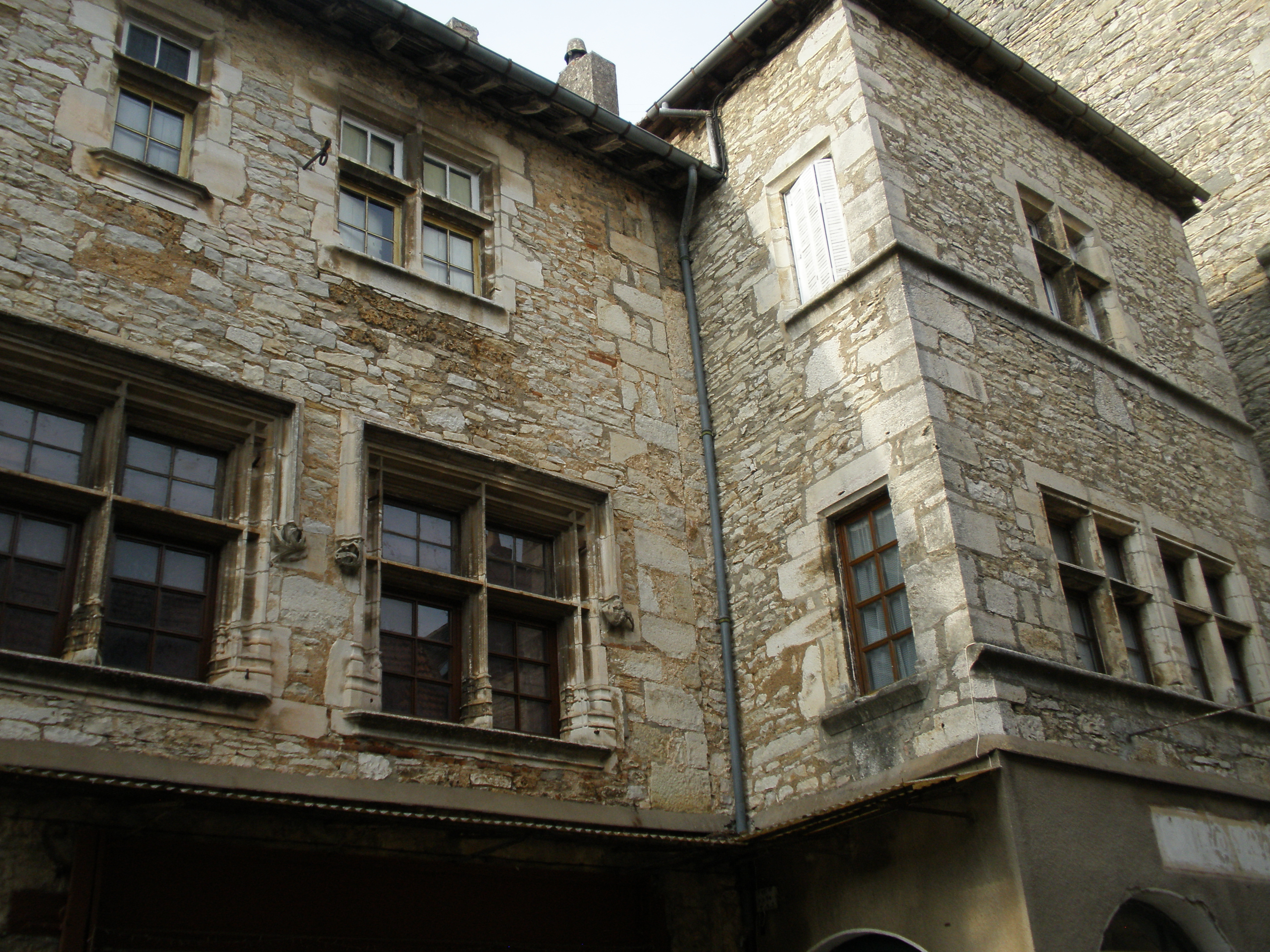
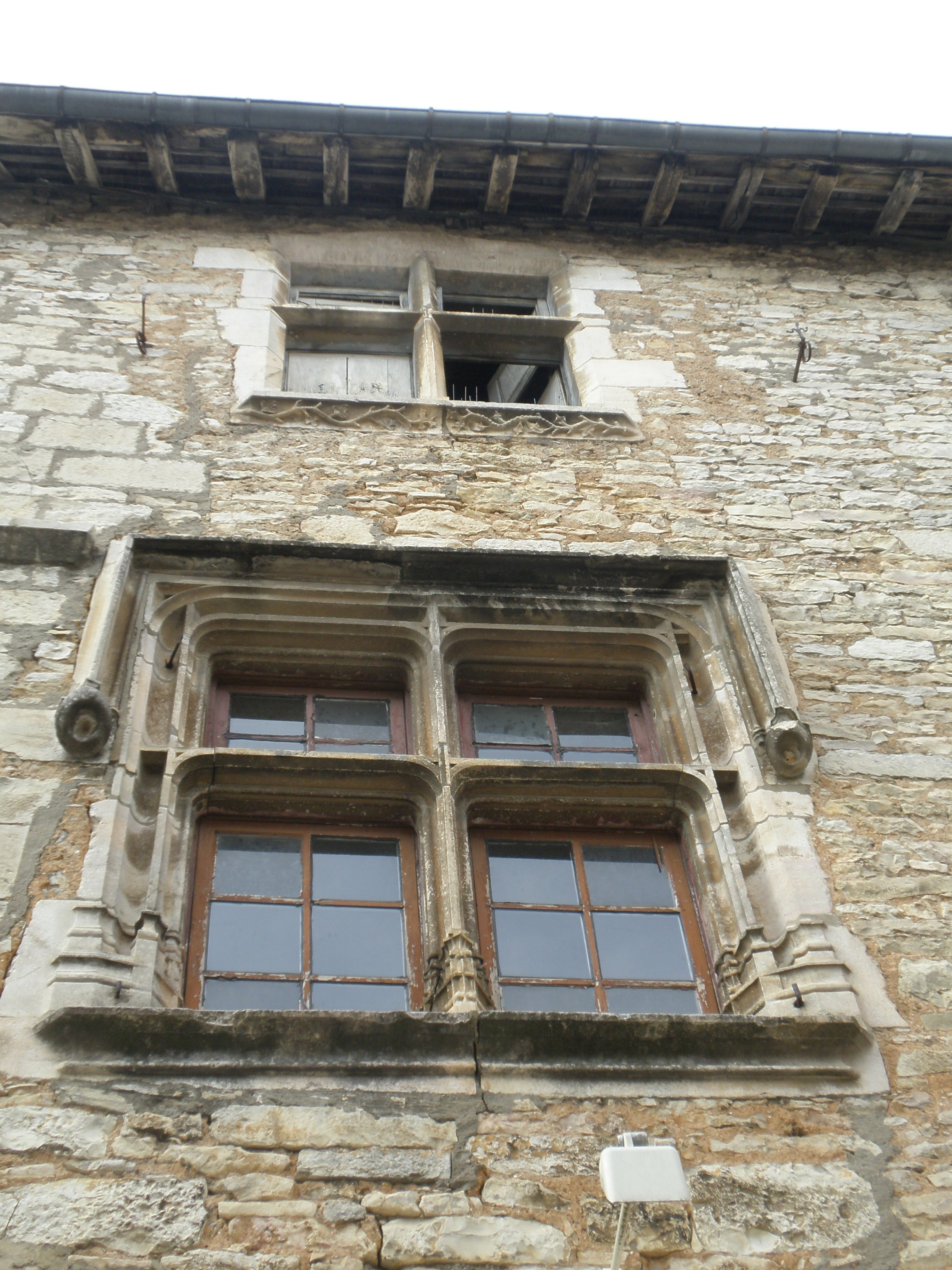

#### Château de Toulongergues
Cet ancien prieuré avec un pigeonnier, inscrit MH en 1997, est situé à côté de l'église Saint-Pierre-etSaint-Paul de Toulongergues.

Château de Toulongergues
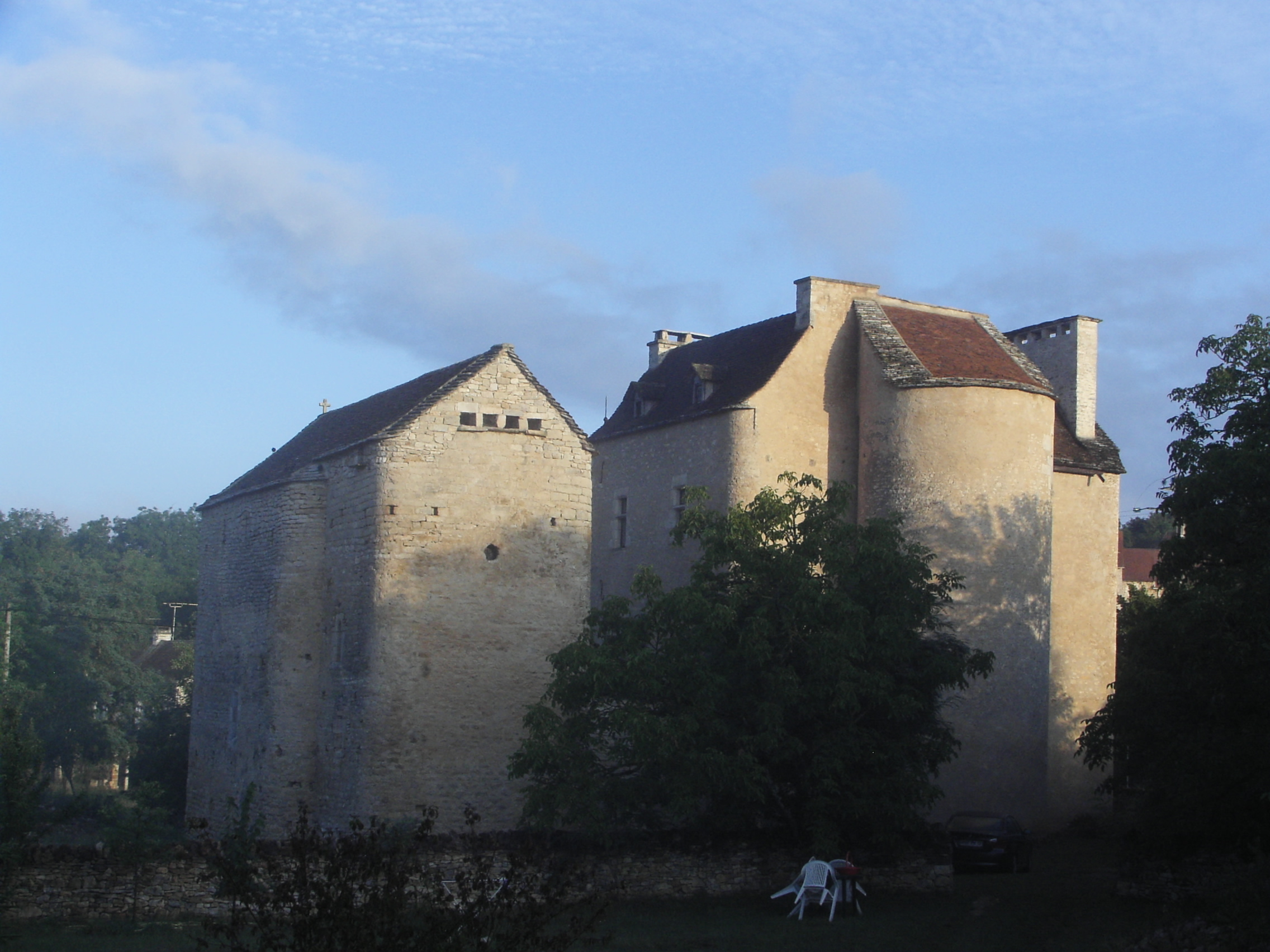
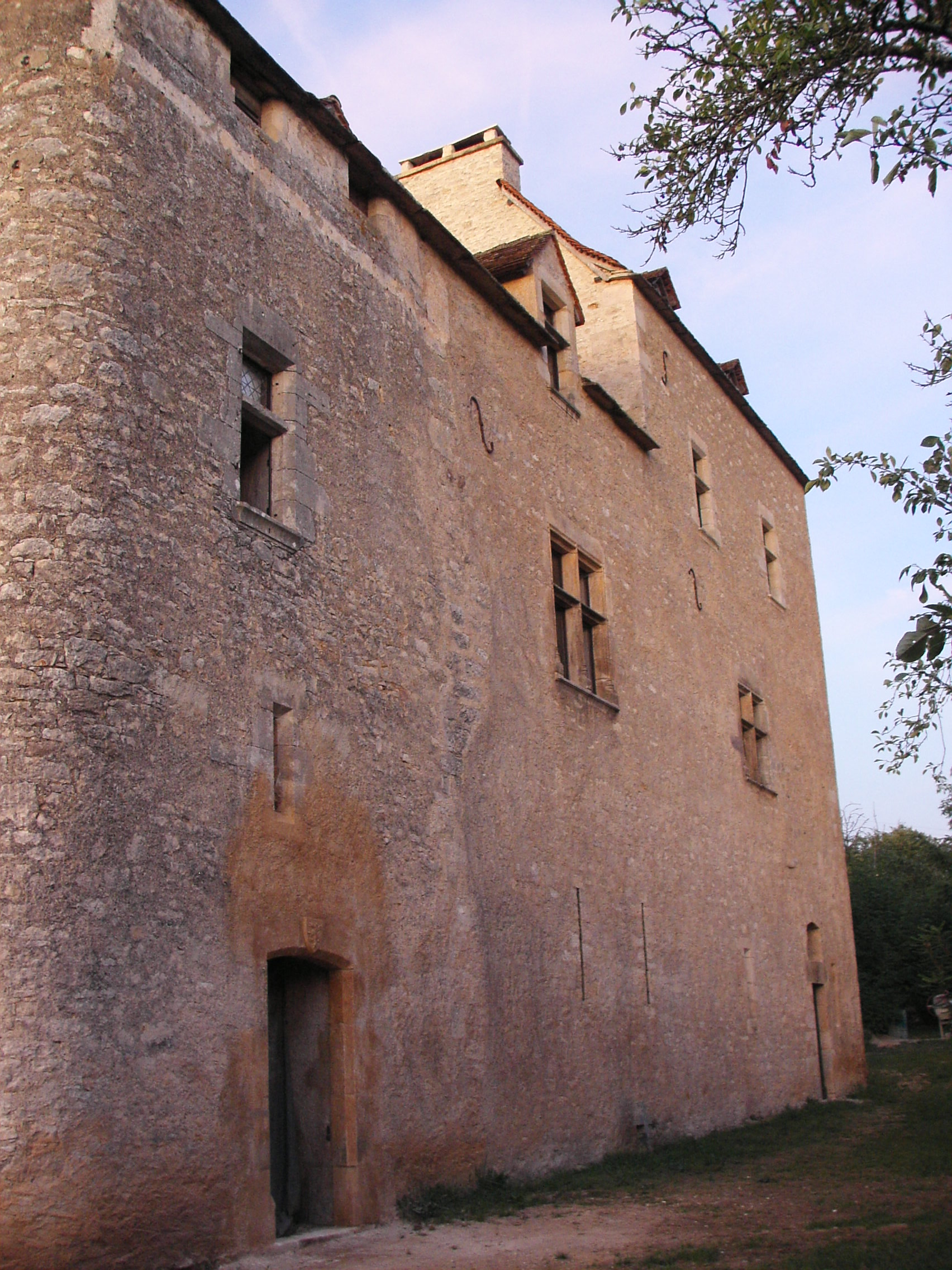
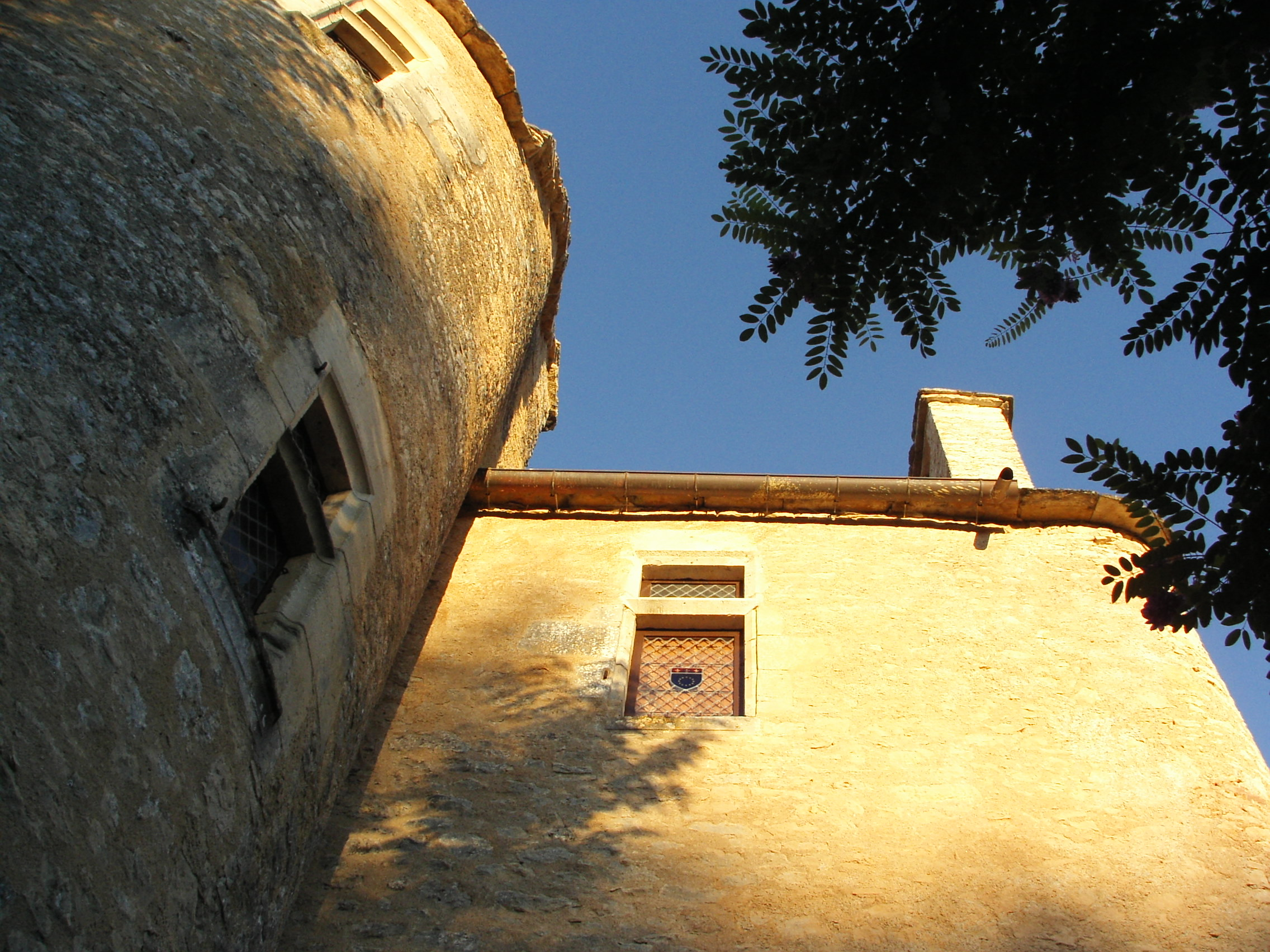

Aussi, le village de Villeneuve a reçu la certification Les Plus Beaux Villages de France en 2025 au vu de la richesse de son patrimoine culturel et de ses rues médiévales bien préservées. (préciser source)

#### Musée
Le musée des arts et savoirs populaires fondé par Aline Brisebois présente des milliers d'objets de la vie courante dans sept salles, sur deux étages, dans une maison médiévale des XIVe et XVe siècles, place des Conques.

#### Distinctions culturelles
Villeneuve fait partie des communes ayant reçu l’étoile verte espérantiste, distinction remise aux maires de communes recensant des locuteurs de la langue construite espéranto.

### Personnalités liées à la commune
- Michel Renaud (1945-2015), l'une des douze victimes de l'attentat contre Charlie Hebdo, est enterré dans la commune, où il avait une résidence secondaire[62].
- Jean-Marie Périer, photographe, réalisateur et écrivain, séjourne plusieurs mois par an[63] non loin du village.

### Héraldique
| Blason de Villeneuve d'Aveyron | Blason  | De gueules à la croix estrée, recroisetée et pommetée de douze pièces d'or, au chef cousu d'azur chargé de trois fleurs de lys d'or. Devise / CriDeus noster refugium (« Dieu est notre refuge ») |
| Blason de Villeneuve d'Aveyron | Détails | Adopté par la municipalité. |
| Blason de Villeneuve d'Aveyron | Alias   | D'azur à cinq losanges d'or posées et rangées en barre. Blason attribué en 1696 par Charles d'Hozier, dans l'Armorial général de France.                                                          |